# Saab 39 Gripen

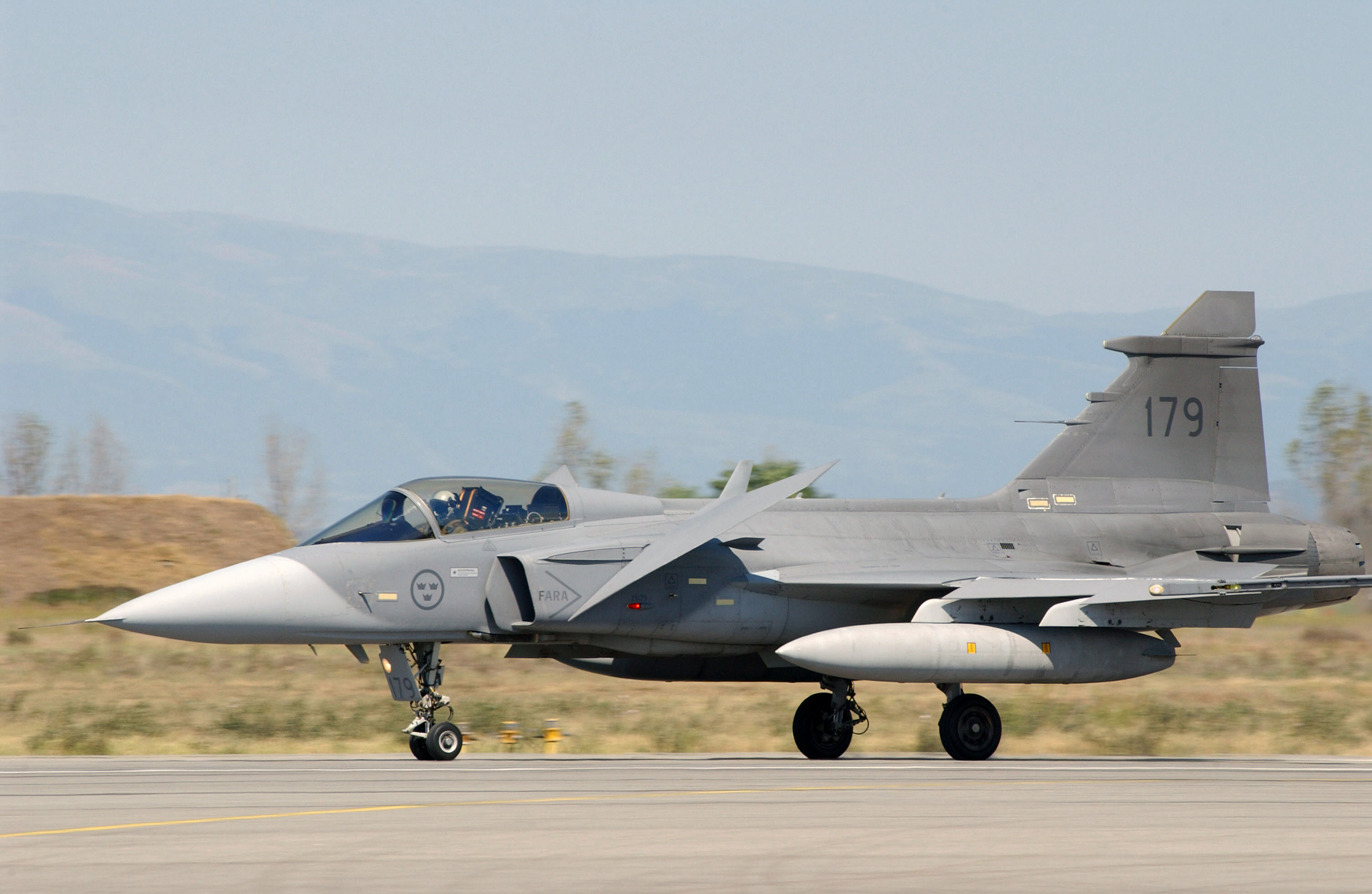
Saab 39 Gripen de la Força Aèria Sueca en la base aèria de Graf Ignatievo, Bulgària.

El Saab 39 Gripen, designat JAS 39 Gripen per la Força Aèria Sueca, és un caça polivalent fabricat per l'empresa aeroespacial sueca Saab. És propulsat per un motor turboventilador i té una configuració d'ales en delta i canards.
El Gripen va fer el seu primer vol el 1988 i va entrar en servei el 1996 amb la Força Aèria Sueca. L'avió també està en servei en la Força Aèria Txeca, la Força Aèria Hongaresa, la Força Aèria Sud-africana i ha estat demanat per la Real Força Aèria Tailandesa. Fins a mitjans de l'any 2008, se n'havien encarregat 236 unitats.
El nom Gripen, que en suec significa griu, el nom d'una criatura mitològica que forma part del logotip de Saab, va ser seleccionat durant un concurs públic l'any 1982. L'empresa Gripen International actua com a organització principal i és responsable del màrqueting, la venda i el suport tècnic del caça a tot el món.

## Desenvolupament

### Història

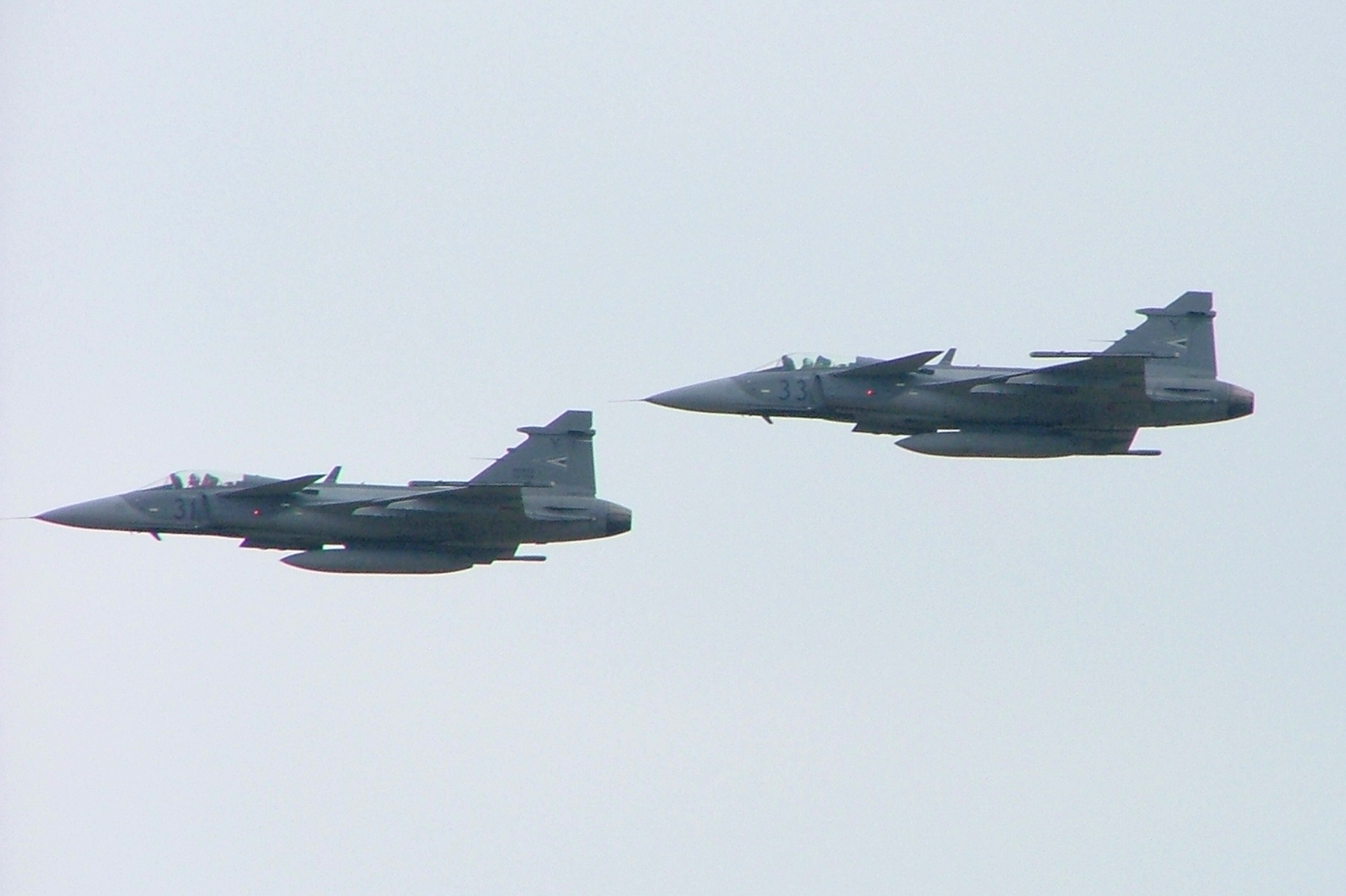
Una parella de JAS 39 Gripen de la Força Aèria Hongaresa.

A principis de la dècada de 1970, el Saab 37 Viggen va començar a entrar en servei a la Força Aèria Sueca com un caça de primer nivell. No obstant això, els planificadors militars suecs miraven al futur amb la intenció de crear un caça que igualés l'F-16 Fighting Falcon nord-americà, en aquells dies en desenvolupament. Suècia havia demostrat que podia crear els seus propis avions de combat, adaptats a les seves pròpies necessitats, i considerava problemàtica l'opció de comprar un caça estranger per adaptar-lo al seu sistema de defensa. Llavors el país nòrdic es va decidir a encarar el projecte d'un nou caça polivalent per a la seva força aèria.
El 1980 l'Organisme Suec d'Administració de Material per a la Defensa o FMV (sigles en suec de Försvarets materielverk) va exigir que el nou avió planejat per substituir al Viggen tingués les capacitats de caça, reconeixement i atac. L'aeronau hauria de tenir un excel·lent acompliment i gran agilitat per poder enfrontar-se als caces  soviètics, que aleshores representaven la màxima amenaça per a Suècia, així com un menor cost de manteniment i fabricació que el Viggen. L'autonomia no era un requisit per a Suècia, ja que la doctrina de les Forces Armades Sueques se centrava completament en la defensa del seu territori.
Es va formar un consorci denominat Industrie Gruppen JAS que incloïa les empreses Saab, Saab-Scania, Volvo Aero, Ericsson i Foerenade Fabriksverken (cridada després FFV Aerotech).
Els treballs van començar el 1984, i a principis de 1987 es presenta el primer prototip del Gripen. No obstant això, el programa va ensopegar amb problemes tècnics i l'augment de costos, que van estar a punt de cancel·lar-lo, la qual cosa hauria forçat Suècia a comprar un avió estranger. Aquests problemes van ser superats i així, el 9 de desembre de 1988, va volar el primer prototip del Saab 39 Gripen pilotat per Stig Holmström, pilot de la Força Aèria Sueca.

### Objectius del projecte
El Gripen va ser dissenyat per a ser un caça eficaç i flexible, i per a sobreviure en el combat aeri. La seva designació JAS són les sigles en suec de Jakt, Attack i Spaning (caça, atac i reconeixement), cosa que indica que es tracta d'un avió polivalent que pot exercir diferents tipus de missions. El número 39 que acompanya la designació JAS es correspon amb la numeració que la Força Aèria Sueca assigna als seus models, segons van entrant en servei.
Les seves propietats de vol i rendiment estan optimitzades per a missions d'atac que requereixen altes capacitats de velocitat, acceleració i gir. La combinació d'ales en delta i plànols canards millora la capacitat d'enlairament i aterratge de l'avió. El Gripen proporciona major flexibilitat que els avions de combats de generacions anteriors i el cost operacional es va reduir a dos terços pel que fa al del seu antecessor, el Saab 37 Viggen.
Les especificacions pel Gripen exigien la possibilitat d'operar en pistes de 800 m de longitud. A l'inici del programa, tots els vols de Saab en les seves instal·lacions de Linköping, situades a 200 km al sud-oest d'Estocolm, van anar en una pista de 9 × 800 m. La distància de parada es va reduir posicionant les superfícies de control perquè empenyessin a l'avió cap avall i col·locant els canards de manera que funcionessin com a frens aeris, fent que els frens de les rodes actuessin amb més força.
Durant el disseny de l'avió es van estudiar diversos models, seleccionant-se finalment l'ús de plans canards inestables que milloren el rendiment. La configuració proporciona una velocitat inicial de cabotejo alta i redueix la resistència aerodinàmica, la qual cosa permet a l'avió ser més ràpid, tenir un abast més llarg i portar més càrrega útil.
El Gripen es troba en servei en la Força Aèria Sueca, que va demanar 204 avions (incloent 28 biplaces), la Força Aèria Txeca i la Força Aèria Hongaresa, ambdues amb 14 avions, i la Força Aèria Sud-africana, que va començar a rebre a l'abril de 2008 la seva comanda de 26 avions. També la Real Força Aèria Tailandesa va encarregar 6 unitats.

### Participació de BAE Systems
En 1995, Saab Military Aircraft i British Aerospace (des de 1999, BAE Systems) van formar conjuntament la companyia Saab-Bae Gripen AB, amb la finalitat d'adaptar, fabricar, promocionar i donar suport al Gripen internacionalment. BAE va dissenyar i va fabricar una versió millorada de les ales, produint aproximadament el 45% de les estructures de l'avió per a exportació.
BAE també va veure al Gripen com un producte complementari als seus avions, encaixant entre el seu avió d'entrenament BAE Hawk i caces de major grandària com el Typhoon i el Tornado. La cooperació es va estendre en 2001 amb la creació de Gripen International per als mateixos propòsits. En 2004, Saab i BAE van arribar a l'acord a través del qual, a partir de 2005, seria Saab la que s'ocuparia completament de la màrqueting del Gripen.

## Disseny

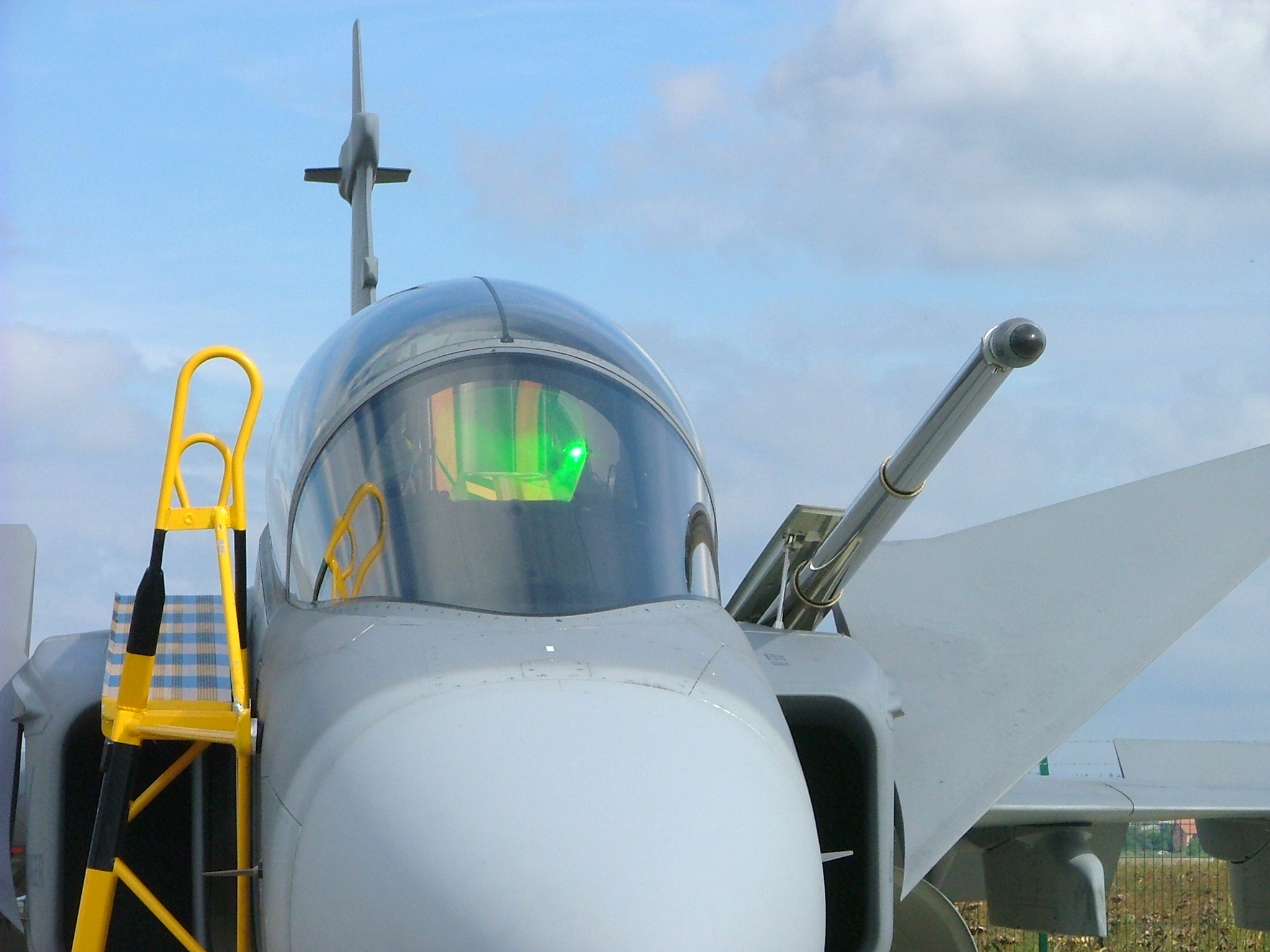
Vista frontal de la cabina d'un Saab 39 Gripen.

### Cabina de comandament
La cabina del Gripen està equipada amb l'equip de presentació Ericsson EP-17, constituït per tres pantalles multifunció de cristall líquid i una pantalla HUD sobre la qual es projecten dades sense obstaculitzar la visió del pilot. El sistema de control de vol funciona mitjançant enllaços de tipus electrònic i els controls primaris estan concentrats en la palanca de comandament.

### Radar
El Gripen utilitza el radar PS-05/A, radar d'impulsos doppler d'escombratge mecànic i que treballa en la banda X, desenvolupat per Ericsson i GEC-Marconi. Està basat en el radar Blue Vixen del Sea Harrier, que posteriorment també seria pres com a base per al radar Captor de l'Eurofighter Typhoon.
El radar és capaç de detectar, localitzar, identificar i seleccionar automàticament múltiples objectius en terra, mar i aire, sense importar l'altura a la qual es trobin ni les condicions meteorològiques, i guiar fins a quatre míssils aire-aire a quatre objectius diferents simultàniament.
El 27 de març de 2009, Saab i Selex Galileu van signar un acord per al desenvolupament conjunt d'un nou radar basat en l'AESA Vixen de Selex Galileu i el PS-05/A de Saab.

### Aviònica
El Saab 39 Gripen posseeix un sistema de transmissió de dades, denominat TIDLS (sigles en  anglès de Tactical Information DataLink System), que li permet tenir accés a les lectures dels radarés i sensors d'altres Gripen en vol, així com d'estacions terrestres. Aquest sistema va ser desenvolupat amb la intenció que l'avió sigui immune a les contramesures electròniques i evitar així interferències. Aquest sistema és una extensió d'un altre sistema similar usat durant molts anys en el Saab 37 Viggen.
El TIDLS té un enllaç bidireccional aire-terra i un enllaç aire-aire cap a altres avions. Pot transmetre informació a quatre avions alhora, mentre que és capaç de rebre d'un nombre il·limitat. El TIDLS té un abast de 500 quilòmetres en l'aire i est pot estendre's fent que altres avions actuïn com a plataformes de substitució.
En el seu ús més bàsic, el TIDLS d'un Gripen pot transmetre les lectures del seu radar, sensors i estat de l'avió, cap a qualsevol punt de la cadena de comandament o cap a qualsevol altre Gripen. Per enviar les dades, tot el que el pilot del Gripen ha de fer és seleccionar el canal de radi apropiat (que usualment ja ha estat preseleccionat pel sistema de planificació del vol) i transmetre'ls.

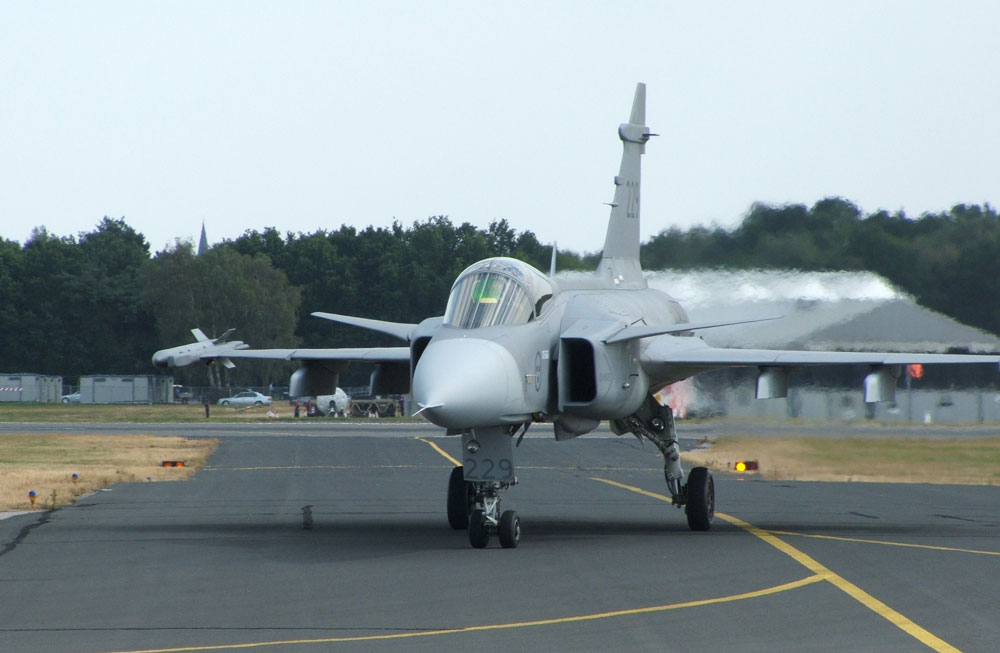
Un Saab 39 Gripen en una base aèria.

Un Gripen en vol pot transmetre informació sobre la situació al camp de batalla directament a la cabina d'un altre Gripen que estigui sent reproveït i armat a terra en aquell moment. D'aquesta forma el pilot de l'avió ja estarà assabentat de la situació tàctica i de l'estat de la resta del seu esquadró abans d'emprendre el vol.
L'aeronau pot transmetre les seves dades a avions de patrulla que usin el radar Ericsson PS890 Erieye, tals com el Saab 340AEW de la Força Aèria Sueca, o l'Embraer R-99A de Brasil. Un Gripen pot enviar aquesta informació a un altre Gripen que tingui els seus sensors apagats i així, aquest segon aparell tindrà més probabilitats d'apropar-se a un avió enemic sense ser detectat i després disparar un míssil aire-aire. L'objectiu no detectaria cap emissió electromagnètica fins que el míssil entri en la seva fase activa (quan el míssil encén el seu propi radar, en estar prop del blanc).
El Gripen està dotat d'una càmera de televisió, amb enregistrament de vídeo en temps real, per la qual cosa pot transmetre la informació que genera el seu radar polivalent, permetent als comandaments adoptar noves i ràpides decisions durant una missió, a més de lliurar informació gravada sobre el funcionament de les seves armes, condicions, radars i sensors, entre d'altres, que fan possible recrear situacions de risc que podrien haver ocorregut. Malgrat no ser un avió furtiu, presenta una baixa decidibilitat tant per a radars com per a sistemes infrarojos.
El Gripen posseeix la capacitat per adquirir, processar, compartir i desplegar informació tàctica, com per exemple la posició exacta de les forces hostils i amigues, canvis de posició de míssils en terra i un ràpid avís de la posició de l'enemic.

### Sistema de guerra electrònica i rastreig infraroig

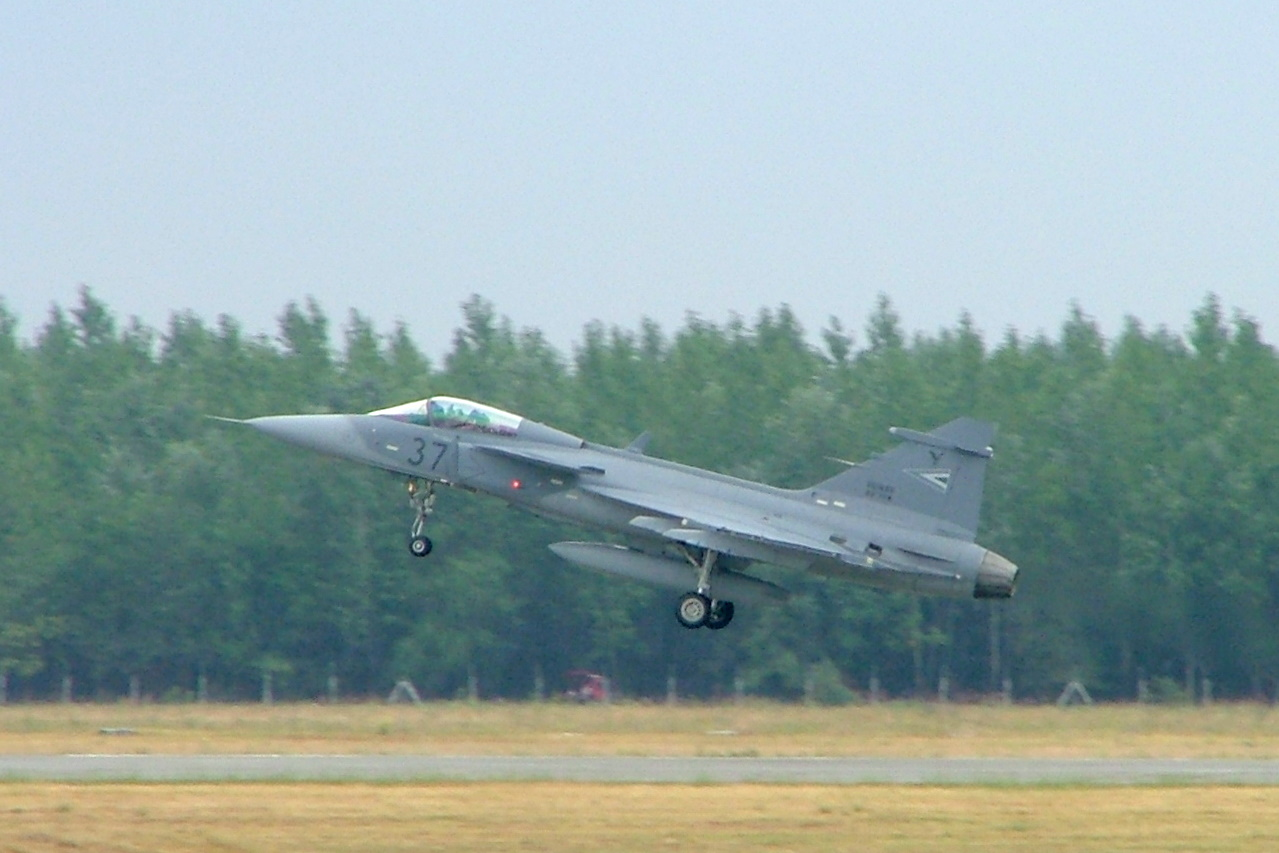
Saab 39 Gripen de la Força Aèria Hongaresa.

El Gripen d'exportació es troba equipat amb el sistema Ericsson-Saab EWS-39, que permet detecció d'emissors, identificació amic-enemic (IFF - Identification Friend or Foe), ubicació, anàlisi dinàmica d'amenaça i llançament automàtic de contramesures electròniques.
D'igual manera que alguns caces soviètics, el Gripen pot usar un sensor infraroig que li permet detectar i rastrejar blancs en forma passiva, sense usar el radar convencional que delata la seva posició. El sistema es denomina ANAR-OTIS, és immune a les contramesures i interferències electròniques i té un abast similar al del radar (a gran altura).

### Contramesures

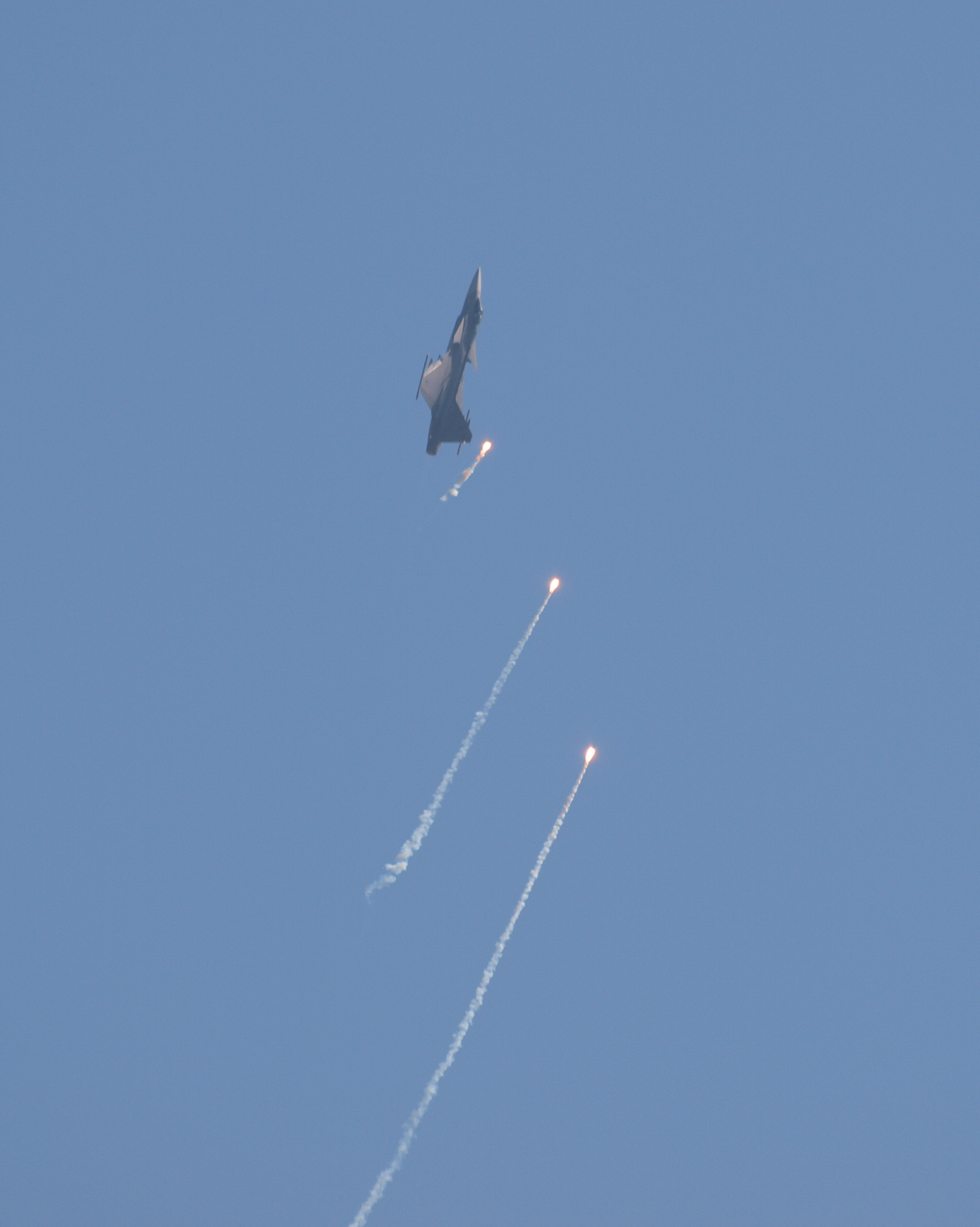
Saab 39 Gripen de la Força Aèria Txeca llançant bengales.

En funció de guerra electrònica compta amb el sistema EWS39 d'Ericsson; est és un sistema integrat que proveeix alerta de radar, mesures de suport electrònic i dispensadores de contramesures "chaff" i cimbells.
En una primera etapa, el sistema té quatre dispensadores de contramesures (bengales i cimbells) del tipus BOP403, situats en l'arrel de l'ala dreta. En una segona etapa, el sistema agregarà sensors làser de quatre antenes, un sistema d'alerta d'aproximació de míssils i un cimbell d'arrossegament.
El cimbell el desenvolupa la signatura CelsiusTech, té una llargada de 15 cm més que una bengala estàndard, i pesa 2 kg. El cimbell és arrossegat amb un cable de Kevlar a través del qual l'avió pot fer-li variar la seva adreça, sent capaç de desplegar-se fins i tot a velocitats supersòniques.

### Sistema de mira muntada en el casc
Els Gripen estan equipats amb un casc que permet al pilot designar els seus blancs mirant cap a ells. Aquest sistema s'anomena HMD per les seves sigles en anglès (Helmet Mounted Display), i va ser desenvolupat específicament pel Gripen conjuntament per Sud-àfrica i Suècia. Les seves proves van començar el 1998, denominant-ho inicialment "GUARDIAN", però el projecte va avançar fins a passar a ser denominat Cobra. S'està equipant als Gripen C/D i als nous Gripen NG, entrant en servei conjuntament amb el míssil IRIS-T.
El Cobra és un avançat sistema binocular que pot mostrar la simbologia d'armes tant aire-aire com aire-terra. El casc i el sistema de visualització han estat desenvolupats per BAE Systems; la màscara, per G4; el sistema de seguiment del casc, per Denel, de Sud-àfrica; i el display amb la simbologia i integració en els avions, per Saab.

### Planta motriu

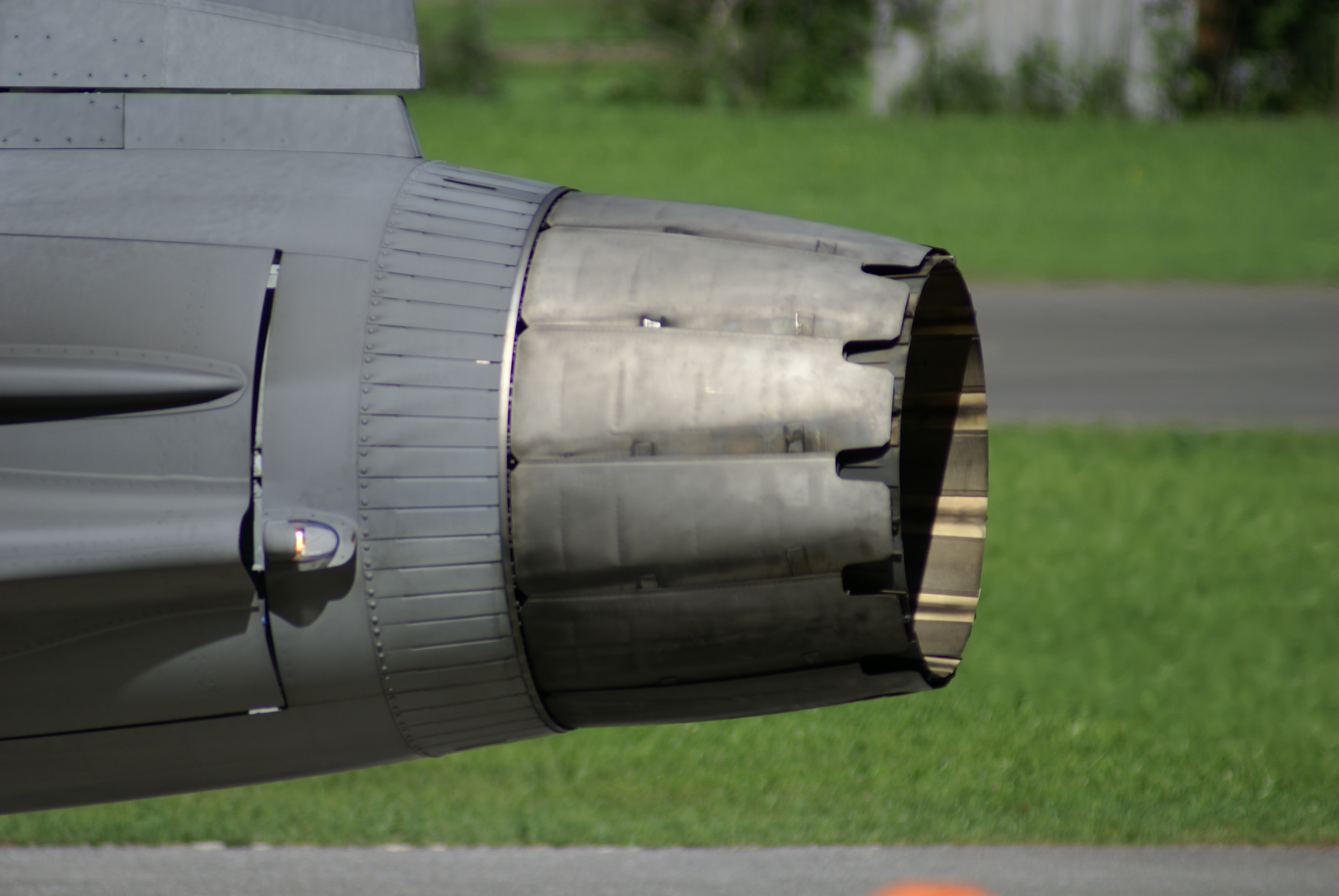
Tovera del motor RM12 d'un JAS 39 Gripen.

El Gripen està impulsat per un motor turboventilador RM12 en la versions A/B, i un RM12UP (versió de l'RM12 amb més potència) millorat amb FADEC (sigles en anglès de full authority digital engine control) en la versions C/D, en ambdós casos subministrats per Volvo Aero. Aquest és un desenvolupament basat en el motor General Electric F404. Un sistema de control digital monitora automàticament tots els paràmetres essencials de l'avió i, en cas de necessitat, els transfereix de manera automàtica als sistemes de suport. L'avió compta amb una sonda de re-proveïment en vol, la qual es retreu quan no està en ús amb la finalitat de conservar el perfil aerodinàmic. Cal destacar que el Gripen té capacitat de supercreuer, la qual cosa significa que pot volar a velocitats supersòniques sense haver de fer ús de postcremadors.
Les versions A/B tenen un empenyiment de 54 kN en sec i 80 kN amb postcombustió, mentre que les C/D posseeixen 70 kN d'empenyiment en sec i 130 kN amb postcombustió.

### Multifunció

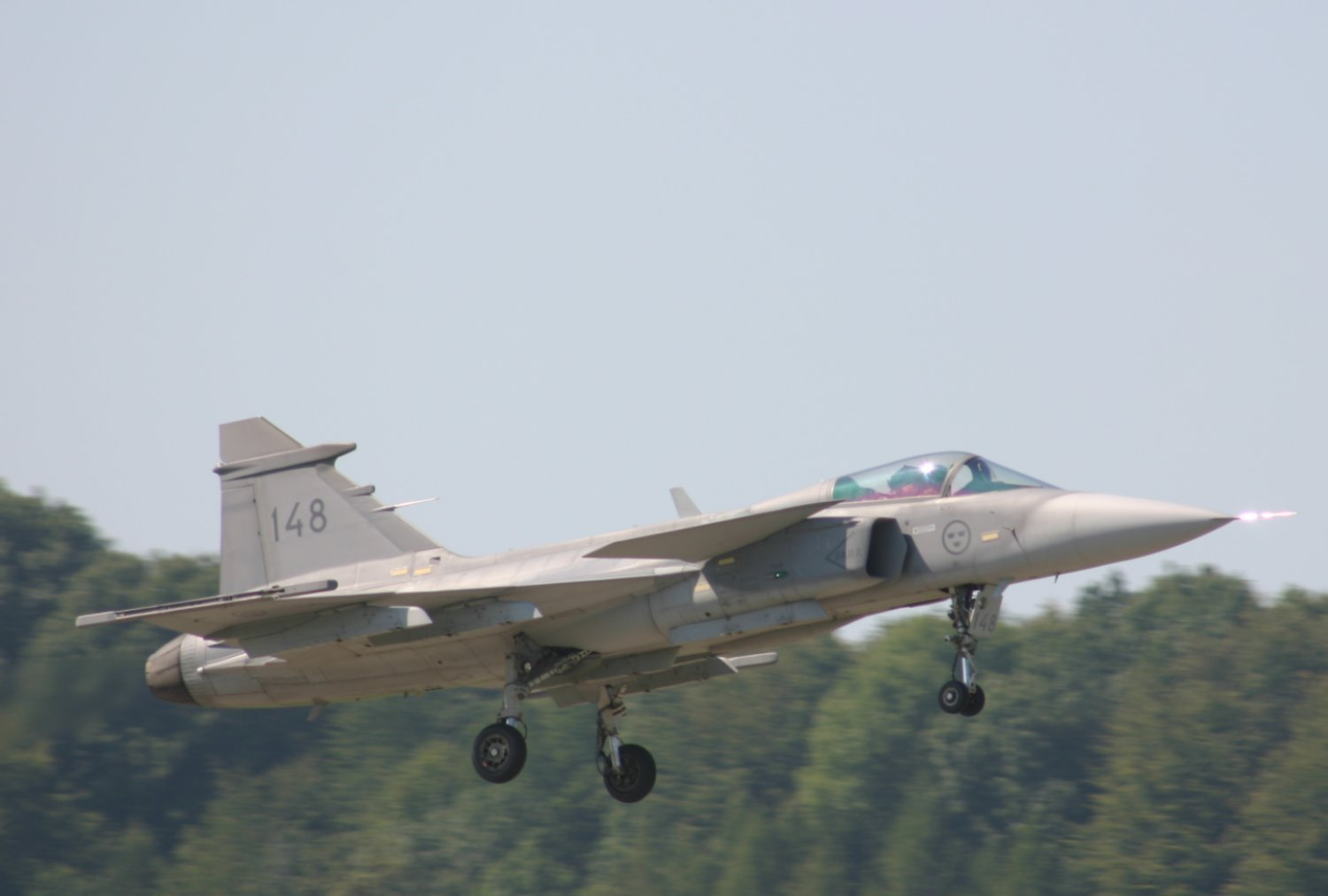
Un Gripen desenganxant.

El disseny del caça de combat suec Gripen va coincidir amb el canvi que es produïa durant aquests moments al món quant al disseny dels llocs de pilotatge. Els taulers de llavors, massa atestats, van ser reemplaçats per una nova generació d'instruments, que consistien en tubs de rajos catòdics (CRT en les seves sigles angleses). Aquests van fer possible que les dades fonamentals del vol li anessin presentats al pilot en forma gràfica sobre una pantalla, facilitant enormement la lectura. El pas següent a l'aparició dels CRT va ser la pantalla multifunció (MFD, sigles de Multi-Function Display), que és essencial en les aeronaus d'última generació.
La cabina del Gripen té tres MFD de 150×200 mm a colors i, a causa de la gran grandària d'aquestes, no porta elements mecànics de reserva. A més de tots els interruptors sobre la palanca de comandament i el regulador de gasos, la maneta del regulador també s'usa com una palanca de comandament per controlar un cursor sobre les MFD.

### Sistema de reconeixement
El Gripen utilitza el sistema Vinten Vicon 70 sèrie 72C; est és un mecanisme britànic que Saab integra pels Gripen d'exportació des de setembre de 1998. El Pod sèrie 72 és capaç de dur a terme reconeixement militar diürn (fotografia electro-òptica d'alta resolució) i nocturn (imatge infraroja), des de baixa i mitja altitud. Les imatges poden gravar-se en cinta de vídeo per a anàlisi posterior a la base, o bé poden exhibir-se en la pantalla de la cabina.

### Estructura

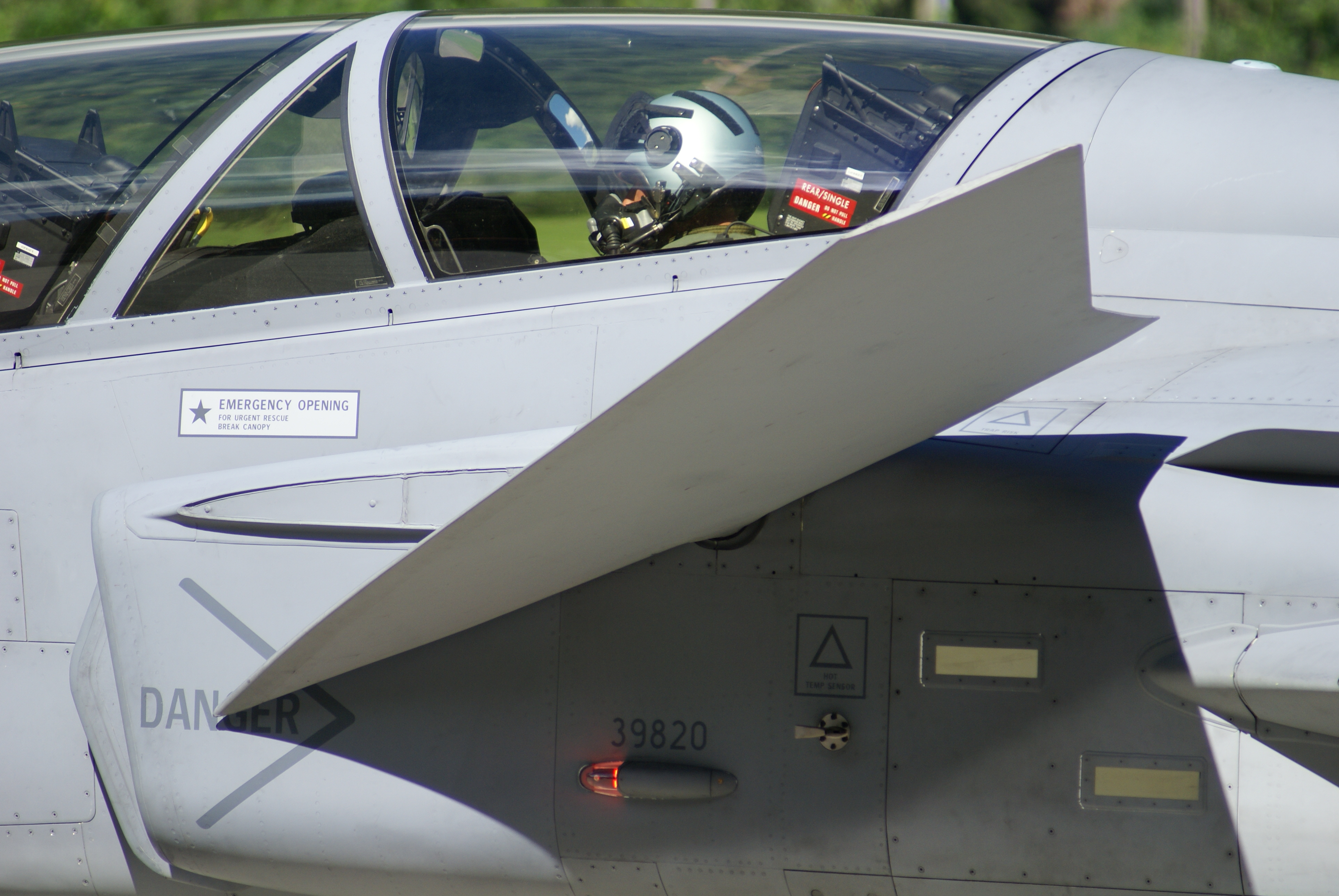
Canard d'un Gripen biplaça.

El 56% de l'estructura de l'avió aquesta feta d'aliatges d'alumini. Un altre 26% és de materials compostos, incloent la deriva, l'ala, els canards, la major part de les superfícies de control i moltes cobertes i portes. Les ales estan fabricades amb fins a 146 capes compostes.
Els fuselatges se sotmeten a un programa d'assajos per posar a prova la fatiga de materials, i han demostrat ser útils durant tota la vida operativa de l'aparell. Com a part d'aquest programa, se simulen enlairaments avortats, es danyen algunes parts deliberadament, i se les sotmet a càrregues màximes, per observar quin és el resultat.

### Manteniment
El Gripen ha estat dissenyat des d'un principi per operar de forma econòmica i alhora ser fiable, perquè Suècia no estava interessada a usar avions massa cars. Inicialment el cost de l'hora de vol del Gripen era d'uns 2.500 dòlars, mentre que es va estimar que per a l'any 2003 s'havia aconseguit el nivell desitjat de 2.000 dòlars l'hora. Per mantenir un Gripen en vol no cal massa personal, atès que una esquadrilla de la Força Aèria Sueca amb dotze avions només posseeix seixanta homes en terra per a la manutenció bàsica, la qual cosa donaria una mitjana de cinc homes per avió.
Quan el Gripen va ser mostrat en públic, part de l'avaluació va consistir en un canvi de motor en calent. Un Gripen va aterrar després d'una missió, i en un termini de 45 minuts un equip de només tres operaris van treure el motor, el van instal·lar de nou i l'avió va enlairar-se una altra vegada.

### Rendiment

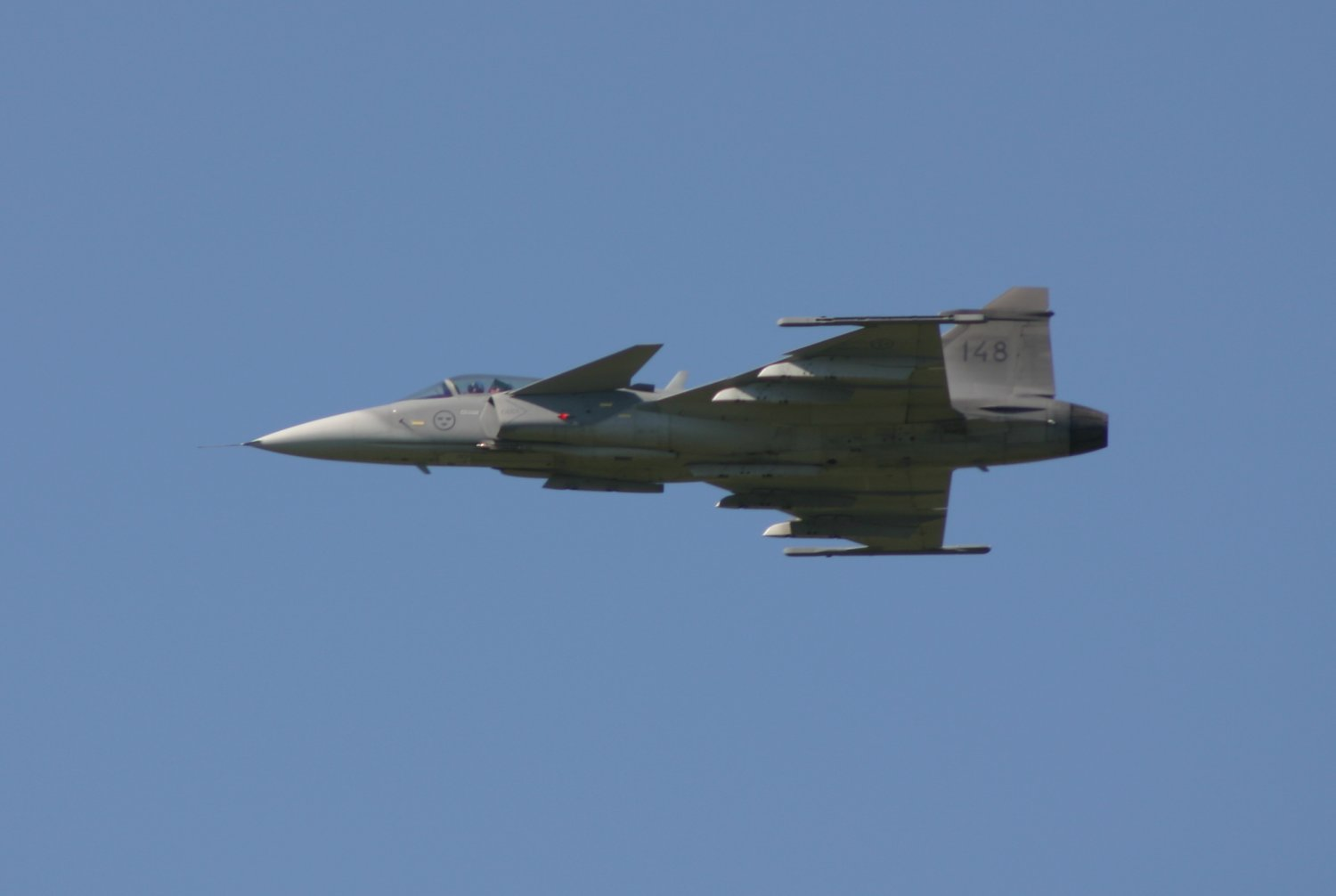
Un Saab 39 Gripen en vol.

A baixa altura el Gripen és totalment supersònic, amb una velocitat màxima de mach 1,15 a nivell del mar. A aquesta mateixa altura, l'avió necessita 30 segons per accelerar des de Mach 0,5 fins a Mach 1,1. A gran altura el Gripen pot aconseguir Mach 2,31. La taxa de gir instantània és més significativa que la sostinguda, perquè és una mesura del ràpid que pot apuntar-se l'avió cap al seu blanc i, per tant, del ràpid que pot el seu pilot disparar un tir d'oportunitat.
Al contrari d'altres forces aèries que prefereixen mantenir a l'aire patrulles aèries de combat (CAP: sigles en anglès de Combat Air Patrol), Suècia ha prioritzat la capacitat d'alerta ràpida. En paraules d'un pilot suec: "Podem estar ocults en terra, amb la APU encesa durant hores, asseguts a la cabina observant la situació en el TIDLS, i quan sigui necessari estar en l'aire en 60 segons".
Pel que fa al seu abast, en missions de patrulla aèria de combat, el Gripen, equipat amb dos míssils AIM-120 AMRAAM, 2 AIM-9 Sidewinder i dos tancs de combustible auxiliars, pot anar a una distància de 385 km de la seva base i romandre en patrulla durant dues hores abans d'haver de retornar. Això és sense considerar l'ús de re-proveïment en vol, disponible pels Gripen en versions C/D.

#### Velocitat
El Gripen aconsegueix diferents velocitats segons la versió i variant de l'avió. A continuació es dona una llista amb les diferents velocitats de cadascuna de les variants del Gripen:

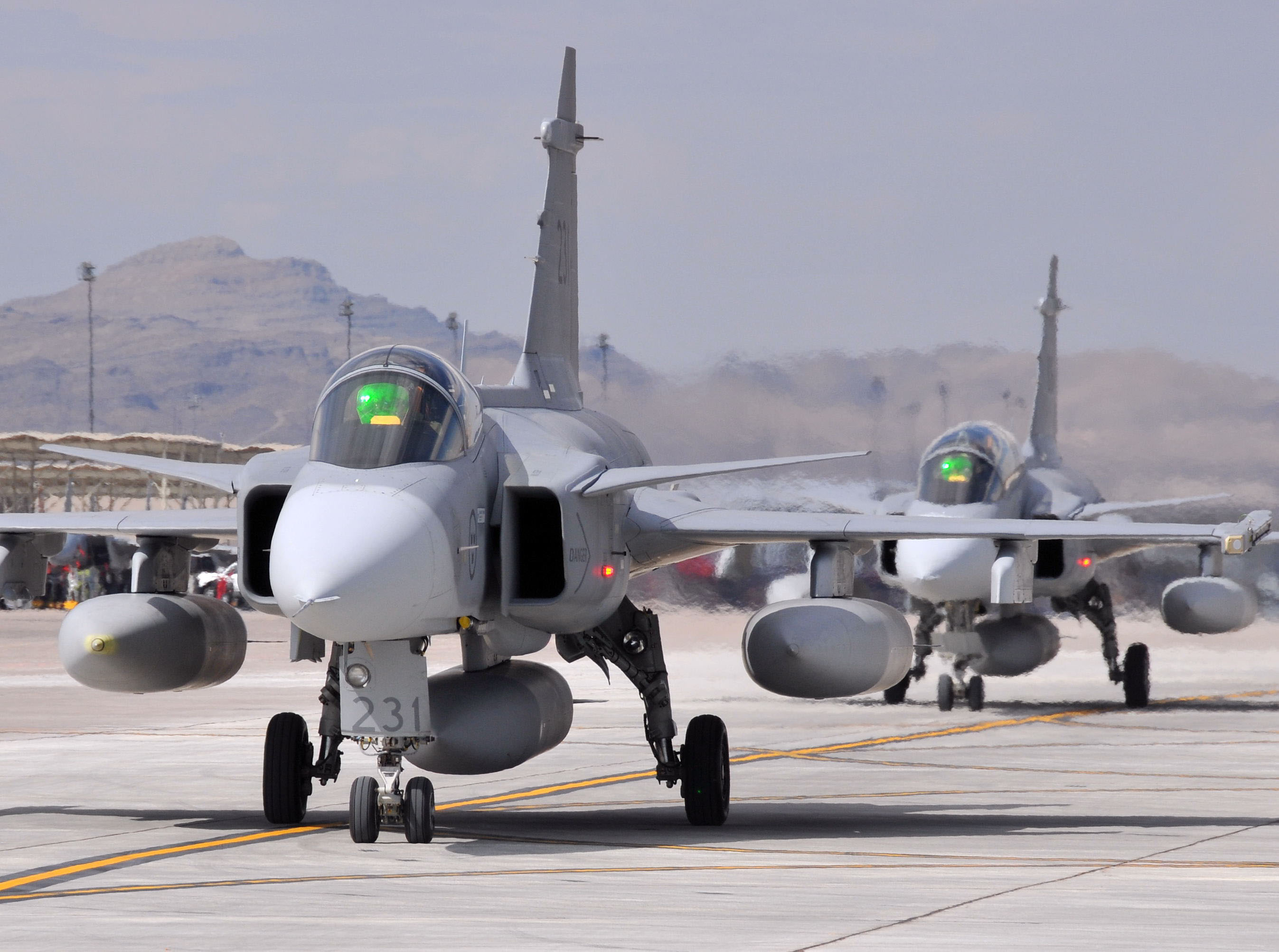
Dos Saab 39 Gripen de la Força Aèria Sueca portant tres tancs de combustible auxiliars, la qual cosa els confereix la seva autonomia màxima.

| Versió  | Velocitat màxima       | Velocitat màxima       | Velocitat de creuer    |
| Versió  | a nivell del mar       | a 9.150 m d'altura     | a 9.150 m d'altura     |
| ------- | ---------------------- | ---------------------- | ---------------------- |
| JAS 39A | 1.100 km/h (mach 0,9)  | 2.150 km/h (mach 1,97) | 1.000 km/h (mach 0,92) |
| JAS 39B | 1.050 km/h (mach 0,86) | 2.025 km/h (mach 1,86) | 900 km/h (mach 0,82)   |
| JAS 39C | 1.300 km/h (mach 1,06) | 2.525 km/h (mach 2,31) | 1.400 km/h (mach 1,28) |
| JAS 39D | 1.220 km/h (mach 1)    | 2.350 km/h (mach 2,15) | 1.100 km/h (mach 1,01) |

#### Autonomia
L'autonomia de l'avió difereix segons la seva versió i configuració. La categoria normal seria una distribució entre armament i combustible, en la màxima només portaria combustible i en la mínima portaria tots els punts forts i alars destinats a armament, utilitzant el combustible intern per desplaçar-se.
| Versió  | Autonomia en km | Autonomia en km | Autonomia en km |
| Versió  | Màxima          | Normal          | Mínima          |
| ------- | --------------- | --------------- | --------------- |
| JAS 39A | 3.000           | 1.600           | 960             |
| JAS 39B | 2.718           | 1.450           | 870             |
| JAS 39C | 3.938           | 2.100           | 1.260           |
| JAS 39D | 3.583           | 1.911           | 1.147           |

#### Sostre de servei
Segons la versió, el Gripen té diferents sostres de servei; el següent quadre mostra les diferències:
| Versió  | Altura en metres | Altura en milers de peus |
| ------- | ---------------- | ------------------------ |
| JAS 39A | 16.000           | 52,5                     |
| JAS 39B | 15.700           | 51,5                     |
| JAS 39C | 18.500           | 60,7                     |
| JAS 39D | 17.250           | 56,5                     |

Es pot observar que les versions biplaça sempre posseeixen un sostre de servei menor que el model original; això es deu a les quals les versions biplaça són de majors dimensions i pes que les monoplaça.

### Sistema d'armes
L'avió té 8 badies externes: 3 en l'ala dreta, 3 en l'ala esquerra i 2 sota el fuselatge, tot això sense explicar el canó; pot portar fins a 8500 kg d'armes, depenent això de la versió i la relació amb la quantitat de combustible que es desitgi portar, és a dir, a major quantitat de combustible menor quantitat d'armament i viceversa. A continuació es dona una llista detallada de les capacitats armamentístiques del Gripen:

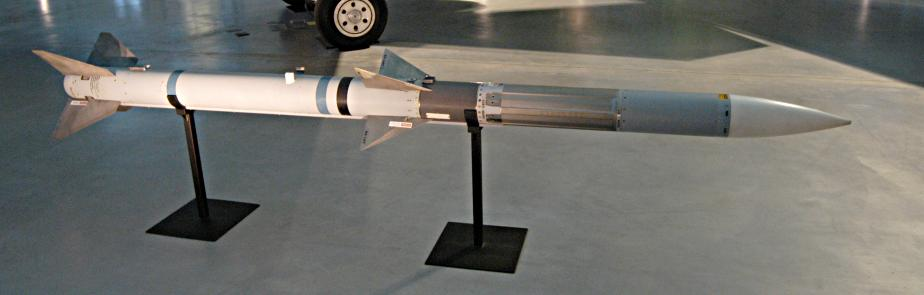
Míssil AIM-120 AMRAAM.

- Canó automàtic: porta un Mauser BK-27 amb 120 cartutxos, que pesa 100 kg; té un abast de 2 km i una cadència de tir de 1.000/1.700 trets per minut. Per no esgotar el canó ràpidament, pot ser utilitzat de dues formes diferents: 12 ràfegues curtes de 10 cartutxos o 6 ràfegues de 20.
- Míssils aire-aire: pot portar míssils AIM-120 AMRAAM, AIM-9 Sidewinder, IRIS-T, MBDA MICA, Skyflash, R-Darter, Phyton 4-5 o MBDA Meteor.
- Míssils aire-superfície: AGM-65 Maverick, Taurus KEPD 350. L'AGM-65 Maverick té uns 17 km d'abast, mentre que el Taurus posseeix uns 500 km, que li donen al Gripen una poderosa capacitat aire-terra.
- Míssils antitancs: Pot portar míssils anti-tanc MBDA Brimstone. Aquests pesen 50 kg, tenen un abast de 12 km i aconsegueixen aconseguir velocitats de mach 1,3.
- Míssils antivaixell: porta el RBS-15, un míssil suec dissenyat per a propòsits anti-buc, que també pot ser utilitzat per a atacs a terra.
- Bombes guiades per làser: GBU-10 Paveway II, GBU-12 Paveway II, GBU-16 Paveway II. Bombes d'origen nord-americà, sent la més pesant de totes la GBU-10 Paveway II que aconsegueix els 1.000 kg. Les GBU-10 i les GBU-16 han estat integrades als Gripen versions C/D.[23]
- Llançacoets aeri: utilitza els llançacoets M70 de 135 mm; aquests són eficaços com a arma anti-tanc i també es poden utilitzar per a atacs aire-aire. Cadascun compta amb 6 projectils.
- Bombes de dispersió: Bombkapsel 90. Aquesta és una bomba que se subdivideix en 72 sub-municions i és ideal per saturar grans extensions de terra.
- Altres bombes: té l'opció de portar bombes Mark 82, Mark 83 o Mark 84, que posseeixen un pes de 200, 400 i 900 kg respectivament. Aquestes han estat adaptades solament a les versions C/D, a excepció de les Mark 82.[24]

#### Possibles combinacions
Missions aire-aire
En una missió d'intercepció, és a dir en la qual es tingui coneixement que no serà necessari utilitzar armes aire-terra, el Gripen podria destinar totes les seves badies per carregar míssils aire-aire; en aquest cas podria portar fins a sis míssils d'aquest tipus sota les ales i un tanc auxiliar de combustible (la vuitena badia està destinada per contenidors de reconeixement i contramesures), però si es desitja carregar al màxim l'avió, deixant-ho sense la càrrega extra de combustible perquè es crea que no és necessària (aquesta seria una configuració inusual, ja que, en la majoria dels casos, els avions de combat solen portar un tanc auxiliar de combustible sota el fuselatge, a causa que sense est l'autonomia es veu molt reduïda) podria portar un altre míssil aire-aire més, totalitzant set. Cap destacar que les dues badies que es troben en les puntes de les ales solament poden portar míssils aire-aire i cap altre tipus d'arma, per la qual cosa sempre podrà portar com a mínim dues d'aquestes armes.
Missions aire-terra
En aquest cas les opcions són molt nombroses, ja que es poden combinar gran quantitat d'armes. Els míssils Taurus KEPD 350 i RBS-15 solament poden portar-se en les dues primeres badies sota les ales i no en les altres, a causa del seu gran pes i dimensió en el cas del RBS-15, que desestabilitzaria a l'avió, mentre que les altres armes, com els llançacoets M70, bombes Paveway II, sèries Mark, míssils Maverick, bombes de dispersió Bombkapsel 90, etc., poden portar-se en qualsevol de les quatre badies sota les ales i també sota el fuselatge, si no es col·loca en aquesta badia un tanc de combustible.
També pot fer-se una combinació de les dues categories anteriors i portar, per exemple, quatre míssils aire-aire i dues bombes d'atac a terra, o portar dos míssils aire-aire i quatre bombes o llançacoets, etc. Aquestes són solament algunes de les moltes combinacions que l'avió pot desenvolupar.

## Variants

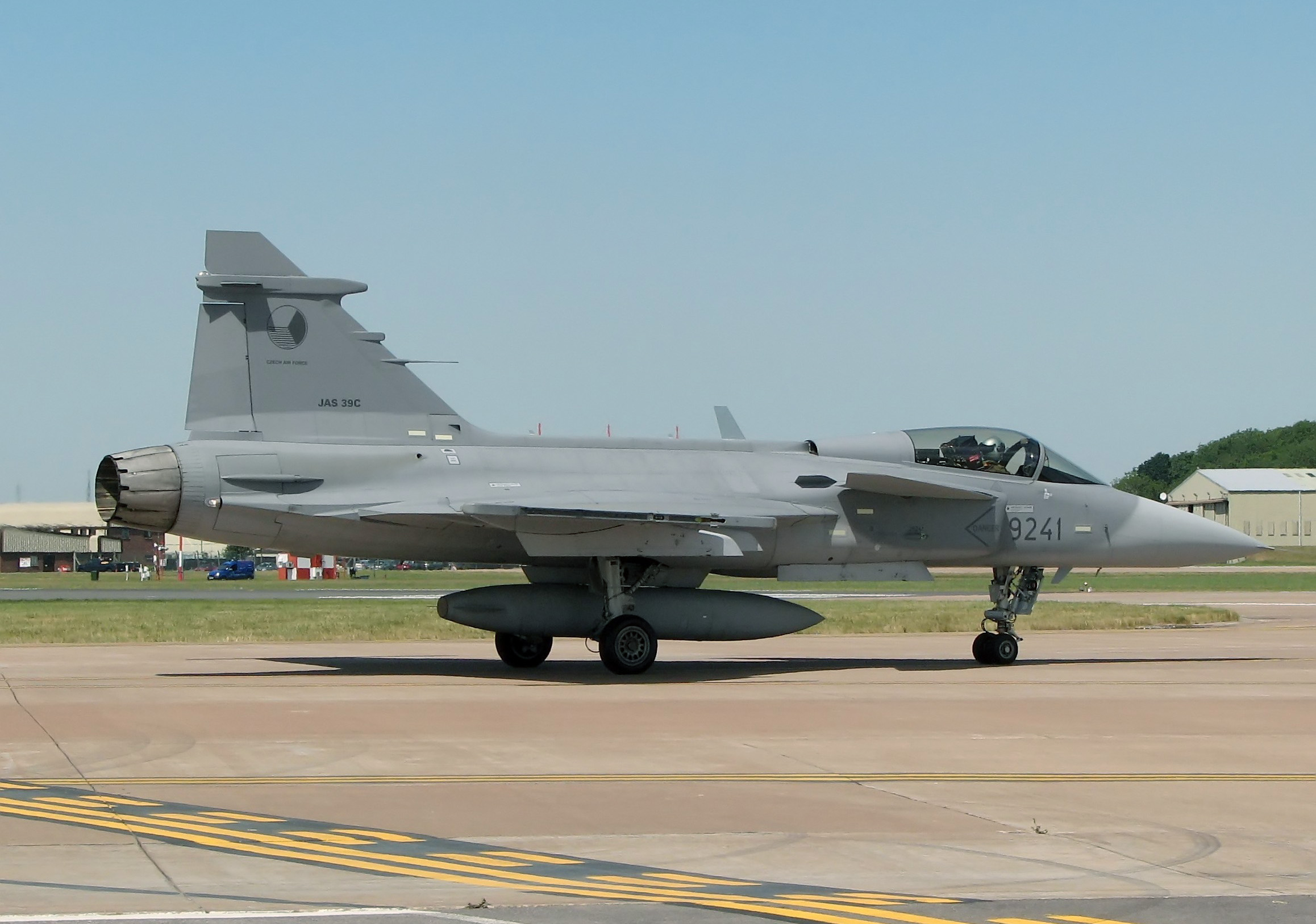
JAS 39C de la Força Aèria Txeca.

JAS 39APrimera versió que va entrar en servei en la Força Aèria Sueca en 1996.
JAS 39BVersió biplaça de la variant A.
JAS 39CVersió compatible amb els estàndards de l'OTAN. Es van millorar les capacitats electròniques i d'armament de l'aeronau (entre altres). Aquesta variant pot reabastir-se en vol.
JAS 39DVersió biplaça de la variant C.
JAS 39XDesignació per als models d'exportació.
Gripen NGVersió planejada para 2010 o després. El 27 de maig de 2008 va fer el seu primer vol un prototip de la versió Next Generation, proposta amb un nou motor (F414G), capacitat de combustible incrementada, major capacitat de càrrega, un radar AESA, sistemes de comunicació, guerra electrònica i armes millorats.

## Operadors

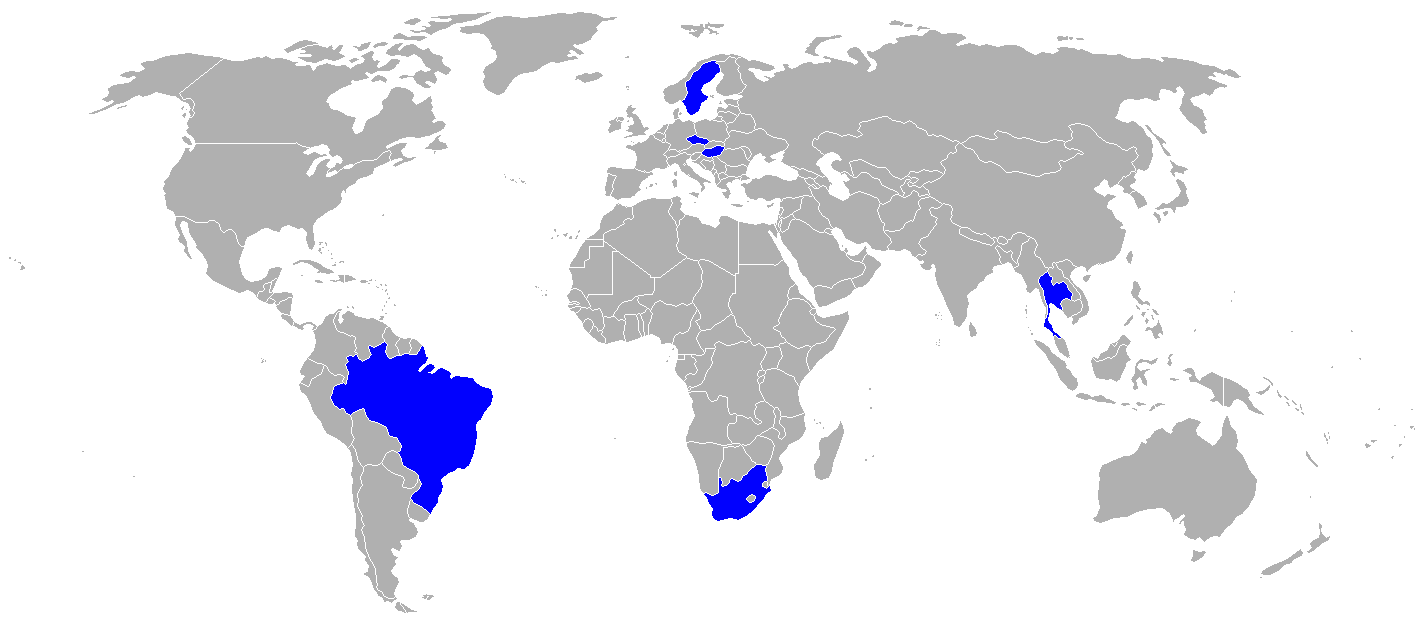
Països usuaris del Saab 39 Gripen.
Països que l'han encarregat.
Possibles compradors.

### Actuals operadors

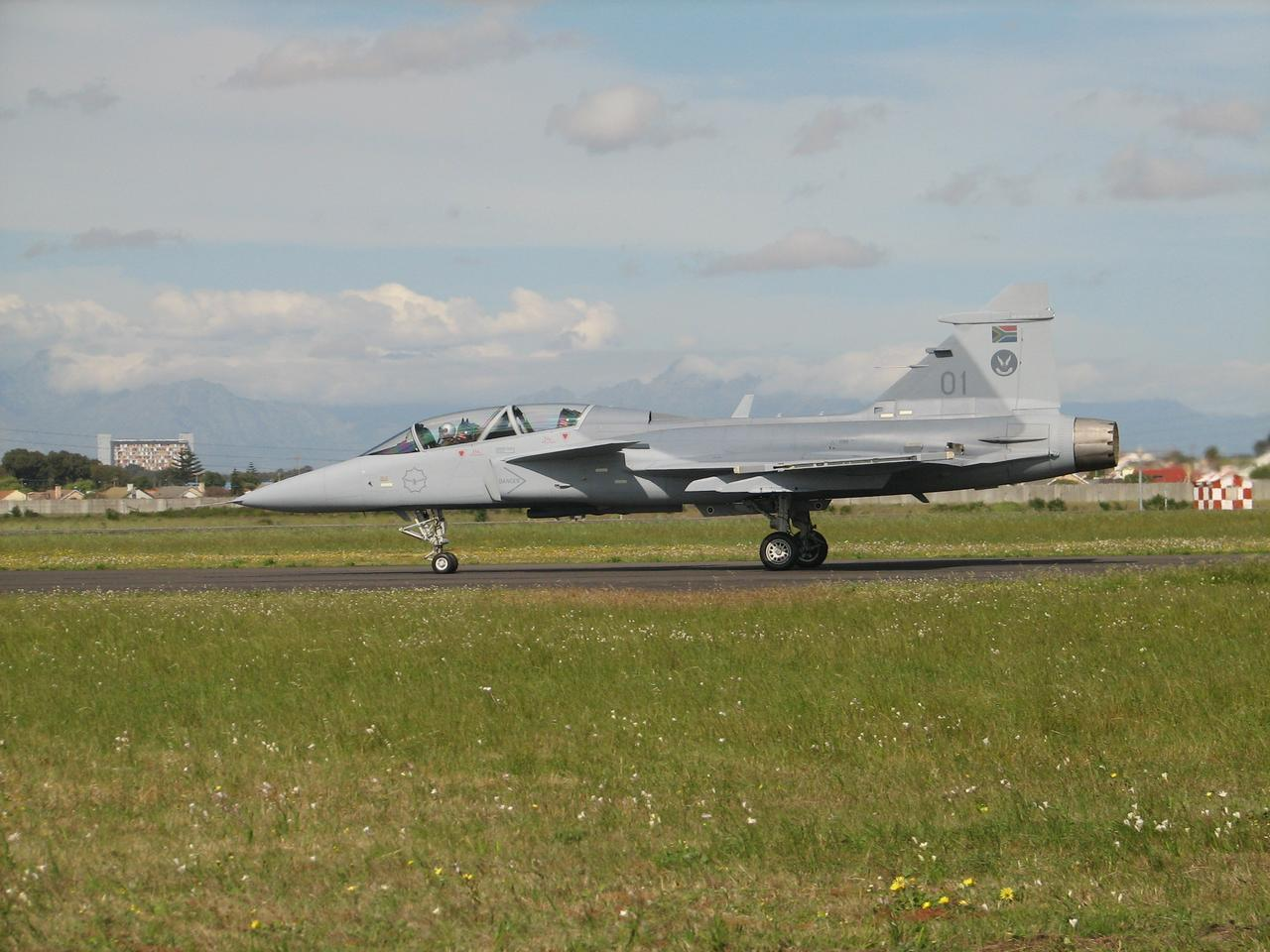
Saab 39 Gripen D (biplaça) de la Força Aèria Sud-africana.

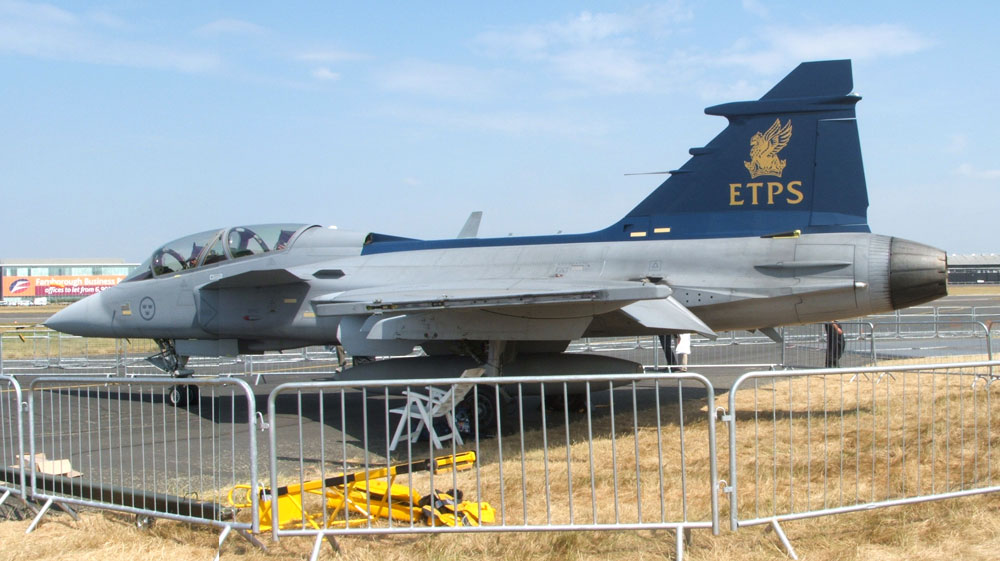
Saab 39 Gripen de l'Empire Test Pilot's School (ETPS).

- Força Aèria Sueca: Originalment es van encarregar 204 aeronaus, incloses 28 en versió biplaça (138 en servei). = Suècia ha arrendat 28 dels seus Gripen, inclosos 4 biplaça, a la Forces Aèries txeca i hongaresa. Alguns avions encara no s'han lliurat. En 2007 el govern suec va decidir que en el futur la seva Força Aèria no desplegarà més de 100 caces JAS 39C/D Gripen.[26] Suècia ha iniciat un programa per actualitzar 31 dels JAS 39A/B de la seva força aèria a les versions C/D.[27]

- Força Aèria Hongaresa: 14 Gripen en ordre d'arrendament i compra, inclosos 2 biplaça (versions C/D). Els últims tres avions van ser lliurats al desembre de 2007.[28]

- Força Aèria Txeca: 14 Gripen arrendats, inclosos 2 biplaça.[29]

- Força Aèria Sud-africana: 26 avions demanats, inclosos 9 versió biplaça.[30] El primer lliurament, una versió biplaça (SA01), va tenir lloc el 30 d'abril de 2008.[31][11]

- Empire Test Pilots' School (ETPS): Sota un acord amb Saab, els pilots d'instrucció i els estudiants de l'escola de pilots britànica ETPS segueixen entrenaments de simulador amb la Força Aèria Sueca i volen avions Saab 39 Gripen biplaça a la seu de Saab en Linköping, Suècia, en dues campanyes d'entrenament per any (primavera i tardor). L'acord va ser renovat en 2008.[32]

- Real Força Aèria Tailandesa: encarregats 6 avions, 4 d'ells en versió biplaça,[12] per ser lliurats en 2011, encara que pot ser que se sumeixen més demanats.[33][34][35][36]

### Possibles operadors futurs

#### Brasil
A l'octubre de 2008, es va informar que la Força Aèria Brasilera havia seleccionat tres finalistes al seu programa denominat F-X2 per triar un nou avió de combat. Els avions seleccionats van ser el Dassault Rafale, Boeing F/A-18I/F Super Hornet i el Gripen NG. El nombre d'aeronaus que seran adquirides varia entre 36 i 120. La decisió es prendrà al juny de 2010. El 2 de febrer de 2009, Saab va enviar una oferta de 36 Gripen NG al Comandament de la Força Aèria Brasilera.

#### Croàcia
La Força Aèria Croata ha anunciat els seus plans per reemplaçar als seus MiG-21, possiblement amb el Saab 39 Gripen o el F-16 Fighting Falcon. L'objectiu final del projecte és adquirir entre 12 i 18 aeronaus. El 27 de març de 2008 l'Organisme Suec d'Administració de Material per a la Defensa (FMV) i Saab van respondre a la comanda croata que se'ls subministrés informació sobre l'adquisició de 12 aeronaus. Per raons econòmiques, la decisió de la Força Aèria Croata s'ha posposat i és probable que aquesta no es prengui abans de 2010.

#### Dinamarca
Dinamarca ha signat un acord amb Suècia per avaluar el Gripen, tot esperant una futura substitució dels 48 F-16 Fighting Falcon dels quals disposa. També ha demanat que es desenvolupin més variants de l'avió, que inclourien una aviònica més avançada, un motor més gran i potent, més capacitat de càrrega, i sobretot, més autonomia de vol.

#### Índia
L'Índia està avaluant la compra de 126 Gripen NG al seu programa per triar un nou avió de combat denominat Indian MRCA Competition (en català: Competició per a l'adquisició d'un nou avió de combat polivalent). Gripen International va respondre sobre aquest propòsit el 28 d'abril de 2008. La companyia els està oferint el Gripen IN, una versió del Gripen NG, i ha obert una oficina en Nova Delhi amb la finalitat de donar suport als seus esforços al mercat indi. El 4 de febrer de 2009, es va anunciar que Saab s'havia associat amb l'empresa índia Grup Tata per desenvolupar una nova versió del Gripen adaptada específicament a les necessitats del país.

#### Països Baixos
Saab s'ha presentat al concurs per a la substitució dels F-16 dels Països Baixos. La proposta de la companyia sueca inclou 85 Gripen NG amb el paquet complet de formació, simuladors, suport i recanvis. Saab ha presentat també una oferta de cooperació industrial pel total del valor del concurs.

#### Suïssa
Saab ha efectuat una proposta a Suïssa, relacionada amb la venda d'avions Gripen. La mateixa va ser lliurada al departament suís d'adquisició tecnològica de sistemes complexos i tecnologia de defensa, Armasuiza en Berna. S'especula que si la decisió de Suïssa és positiva, Saab li lliuraria entre uns 12 o 18 avions. Com a conseqüència de l'anunciat, la companyia ha signat un memoràndum d'enteniment en relació amb la cooperació industrial amb Rheinmetall Schweiz AG i Pilatus Aircraft. Ambdós acords estan connectats per la possible adquisició de Suïssa del Gripen. L'acord entre Saab i Pilatus respecte a futures activitats de cooperació industrial es decidirà si la compra es duu a terme. Est incrementaria la cooperació i obriria la possibilitat que es desenvolupessin al futur programes en conjunt sobre diverses àrees de tecnologia, tals com a disseny i fabricació de components per a avions tant civils com a militars.

#### Bulgària
Bulgària ha anunciat que desitja reemplaçar els seus 20 Mikoian MiG-29 amb possiblement 16 JAS 39C/D, o 16 F-16 usats. El procés es completarà al voltant de 2010.

#### Romània
La Força Aèria Romanesa ha anunciat els seus desitjos de reemplaçar als seus MiG-21 Lancer, potser amb el Saab 39 Gripen o el Eurofighter Typhoon.

#### Uns altres
Altres nacions amb interès en el Gripen són Grècia i Eslovàquia.

### Contractes frustrats
Noruega
El 18 de gener de 2008, el ministre de Defensa noruec va emetre una sol·licitud d'informació sobre el Gripen a l'Organisme Suec d'Administració de Material per a la Defensa, el qual va respondre el 28 d'abril de 2008 amb una proposta que oferia 48 avions. No obstant això, el 20 de novembre de 2008, el govern noruec va publicar una declaració en la qual s'indicava que s'havia seleccionat al F-35 per la Real Força Aèria Noruega. Saab va criticar la decisió de Noruega, indicant que aquests s'havien equivocat en el càlcul dels costos del Gripen NG en comparació dels del F-35. El 10 de febrer de 2009, el ministre de Defensa suec Sten Tolgfors va declarar que Noruega havia calculat malament l'operació. L'oferta va ser de 48 aeronaus per vint anys, mentre que Noruega hauria calculat mantenir en funcionament 57 aeronaus durant trenta anys, la qual cosa doblegaria el cost. El ministre de Defensa suec va plantejar moltes objeccions als càlculs de Noruega. Entre altres coses, Noruega va projectar el cost operacional del F-16 nord-americana com menys costós que el del Gripen, i no va tenir en compte les experiències de Suècia en els costos operacionals del Gripen. Noruega també va calcular les possibles pèrdues d'aeronaus en accidents d'acord amb el succeït a les aeronaus sueques, encara que Suècia considera aquests accidents com a experiència operativa i no com una dada transcendental a l'hora de determinar els costos operatius d'un avió. D'acord amb el que s'ha dit per Tolgfors, els errors de Noruega dificultaran la venda del Gripen a altres països.

## Història operacional

### Actuals operadors
El Gripen es troba en servei en la Força Aèria Sueca, que va adquirir 204 unitats (incloses 28 versió biplaça). La Força Aèria Txeca i la Força Aèria Hongaresa han arrendat 14 unitats cadascuna, existint la possibilitat que siguin adquirides. En ambdós casos, dos de les aeronaus són versió biplaça. La República Txeca i Hongria són els primers països de l'OTAN a operar el Saab 39 Gripen.
La Força Aèria Sud-africana ha ordenat 26 aeronaus (incloses nou en versió biplaça). Els lliuraments van començar a l'abril de 2008. El Gripen també ha estat ordenat per la Real Força Aèria Tailandesa (sis unitats, quatre en versió biplaça).

### Fites en la seva història
- Intervinguts de 1980: 

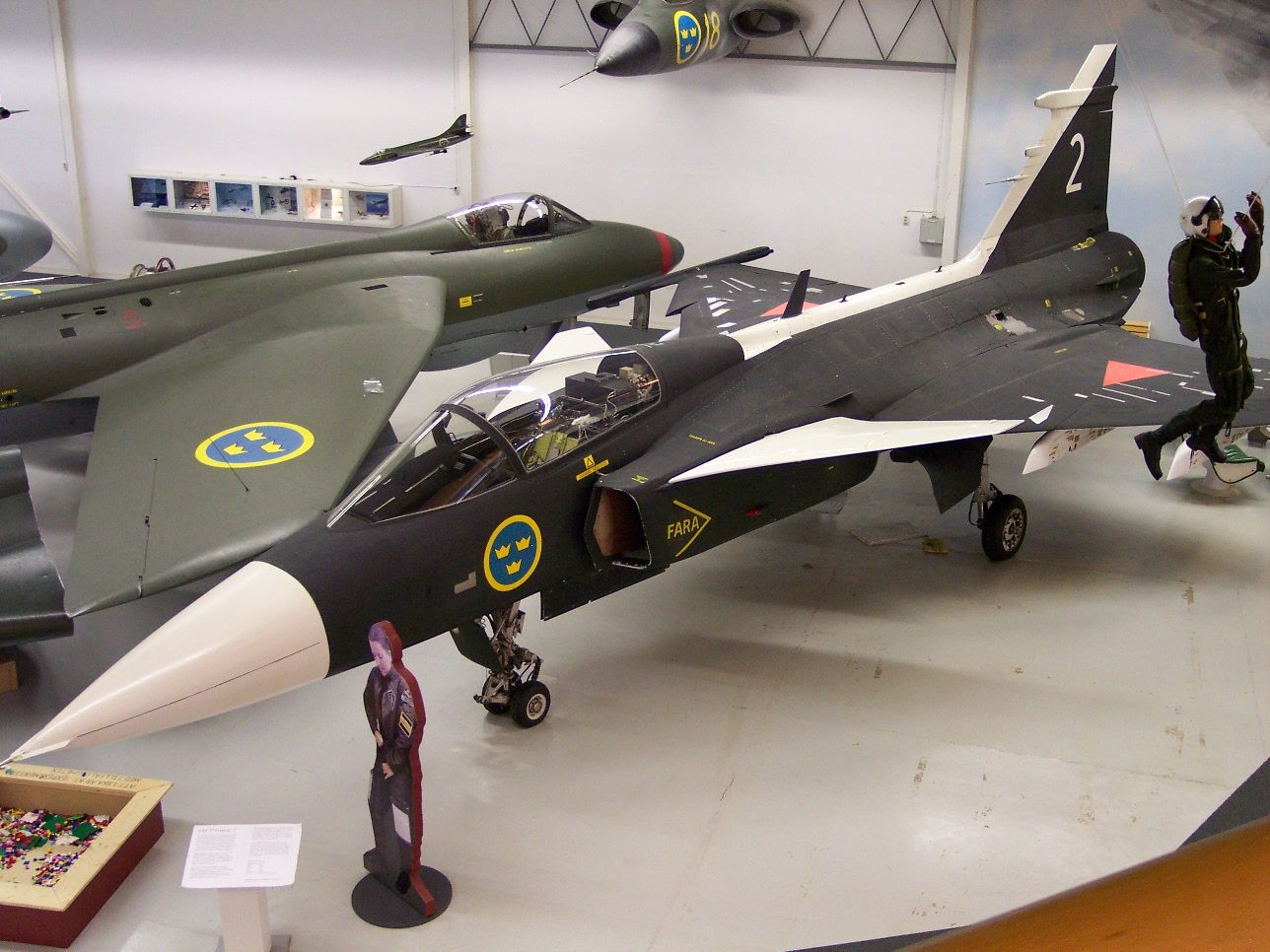
Un Gripen en un museu suec.

  - S'inicia la fase de disseny i producció.
- 1981
  - 3 de juny: Es presenta el disseny del JAS 39 a l'Organisme Suec d'Administració de Material per a la Defensa (FMV).
- 1982
  - 30 de juny: Se signa un contracte amb IG JAS per al desenvolupament de 5 prototips i la compra d'un lot de 30 aeronaus.
- 1987
  - 26 d'abril: Es llança el primer prototip.
- 1988
  - 9 de desembre: Primer vol del primer prototip.
- 1989
  - 2 de febrer: Primer prototip perdut en un accident, durant un aterratge.
- 1990
  - 4 de maig: El segon prototip fa el seu vol inaugural.
- 1991
  - 23 d'octubre: El cinquè i últim prototip fa el seu vol inaugural.
- 1992
  - 26 de juny: Se signa un contracte per a la producció de 110 avions, inclosos JAS 39B (versió biplaça).
  - 10 de setembre: Primer vol del primer avió.
- 1993
  - 8 de juny: Primers JAS 39 lliurats a l'Organisme Suec d'Administració de Material per a la Defensa.
  - 8 d'agost: Nou accident d'un Gripen durant un vol sobre Estocolm.
  - 29 de desembre: Es reprenen les proves de vol amb el JAS 39 Gripen.
- 1994
  - Novembre: Primer JAS 39A lliurat per força Aèria Sueca.
- 1995
  - Setembre: Acaba el seu desenvolupament el primer Gripen biplaça (versió B).
  - Novembre: BAE Systems s'uneix a Saab en el desenvolupament de l'avió.
- 1996
  - 29 d'abril: Primer vol de prova d'un Gripen biplaça.
  - 9 de juny: Primer Gripen oficialment lliurat per força Aèria Sueca.
  - 22 de novembre: Vol inaugural dels primers Saab 39 Gripen biplaces.
  - 13 de desembre: Es demana un tercer lot per a la Força Aèria Sueca.
- 1997
  - Juny: Es defineixen els estàndards pel Gripen d'exportació.
  - Primer JAS 39B lliurat per força Aèria Sueca.
- 1998
  - Març: Primer llançament de prova de míssils AIM-120 AMRAAM des d'un Gripen.
  - BAE Systmes compra el 35% de la participació a Saab.
  - 18 de novembre: La Força Aèria Sud-africana anuncia la seva intenció de comprar avions Saab 39 Gripen.
- 1999
  - 3 de desembre: Primera exportació d'avions Gripen signada amb Sud-àfrica.
- 2001
  - Es crea l'empresa Gripen International, encarregada del màrqueting de l'avió a nivell internacional.
- 2002
  - 6 de setembre: Primer lot de dos JAS 39C lliurats al govern suec.
- 2003
  - Comencen els lliuraments del tercer lot.
- 2005
  - Maig: Primers lliuraments a la República Txeca.
- 2006
  - Comencen els lliuraments de Saab 39 Gripen a Hongria.
- 2008
  - 30 d'abril: Primer lliurament a Sud-àfrica.
- 2012
  - Últims lliuraments previstos a Sud-àfrica.

### Accidents
Cinc avions han tingut accidents, dos d'ells abans del lliurament per força Aeri Sueca. El nombre d'avions que es van estavellar del model anterior, el Saab 37 Viggen, va anar de set unitats. Si bé això no és de cap manera un gran nombre d'accidents, després dels dos primers incidents l'avió va guanyar fama de ser insegur, encara que fins al moment els accidents sol han causat ferides lleus als seus pilots i no s'ha produït cap defunció.

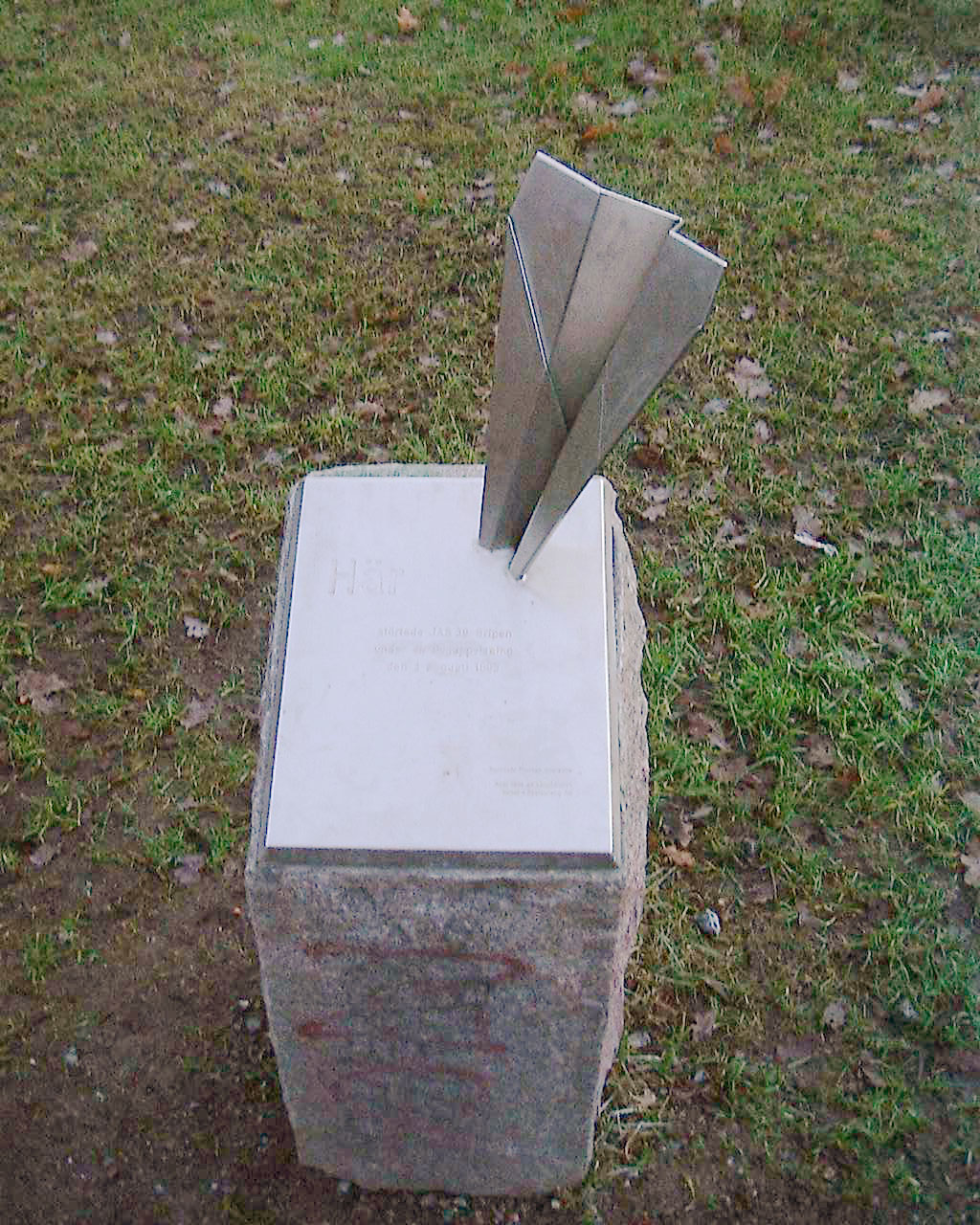
Monument en record de l'accident del 8 d'agost de 1993 a l'illa de Långholmen.

- El 2 de febrer de 1989, el primer prototip es va estavellar en el seu sisè vol quan aterrava en Linköping. L'accident va ser registrat per l'equip del programa Aktuellt de Sveriges Television. El pilot Lars Radeström es va mantenir en l'avió i solament va sofrir la fractura d'un braç.[62] L'accident es va produir per un mal moviment del pilot, encara que els forts vents que hi havia en aquest moment van contribuir a l'incident.[63]
- El 8 d'agost de 1993, un Gripen es va estavellar a l'illa de Långholmen, en el centre d'Estocolm, durant una maniobra a baixa altitud i velocitat en una exhibició de vol. El pilot, el mateix que en l'anterior accident, va ejectar, i encara que va caure sobre la branca d'un arbre, va aconseguir aterrar sense problemes. Tot i que l'impacte de l'avió va provocar un incendi, aquest va poder ser controlat fàcilment i no hi va haver ferits greus al públic que es trobava a terra.[64]
- El 20 de setembre de 1999, un Gripen de l'Ala F 7 es va estavellar en el llac Vänern durant un exercici de combat aeri. Després de passar pel deixant d'un altre avió, el Gripen va canviar de curs bruscament; el pilot va rebre una alerta del sistema d'avís de proximitat al terreny (GPWS), que avisa d'un xoc imminent i va aconseguir eyectarse de l'avió i aterrar amb seguretat en paracaigudes. Posteriorment va ser recollit per un helicòpter de rescat. L'organització sueca per a la investigació d'accidents (SHK) no va poder esbrinar les causes de l'accident, encara que va poder determinar que l'avió volava a 750 metres d'altitud, a una velocitat de 350 km/h, amb un angle de vol de -75 graus i en aquest moment suportava una força G de −1,5.
- L'1 de juny de 2005, un Gripen de l'Ala F 17 aparentment va deixar d'obeir les ordres del pilot. Després d'intentar recuperar el control mentre l'avió descendia lentament, el pilot finalment eyectó i va aterrar en paracaigudes. Les causes de l'accident encara estan per determinar.
- El 19 d'abril de 2007 un Saab 39 Gripen C es va estavellar en l'aeròdrom de Vidsel, en el nord de Suècia.[65] El pilot, Stefan Kaarle, va ser expulsat involuntàriament fora de l'aeronau, mentre aquesta s'apropava a la pista d'aterratge i va aconseguir aterrar en paracaigudes amb seguretat.

## Especificacions (Gripen C)

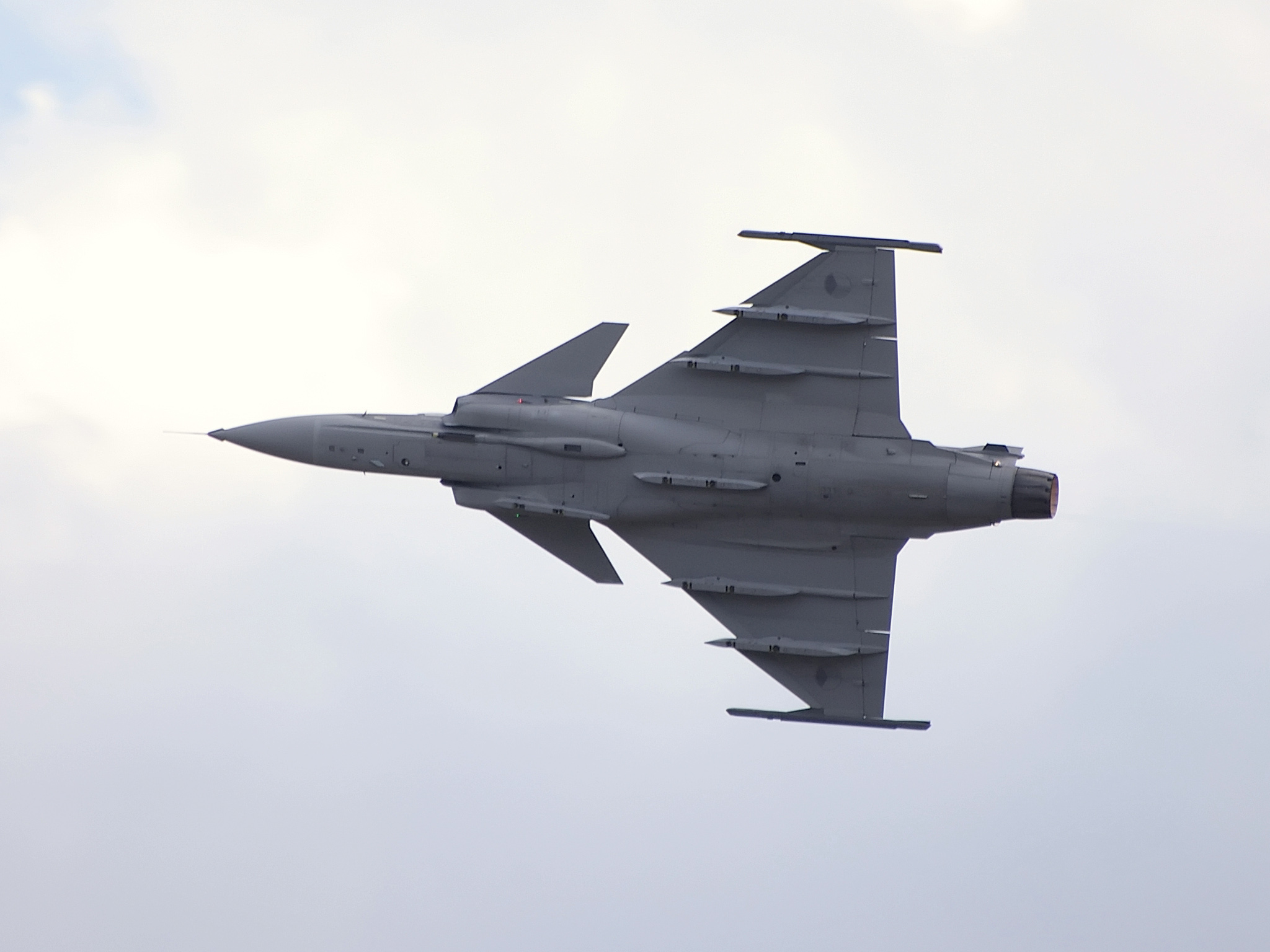
Vista inferior del Gripen.

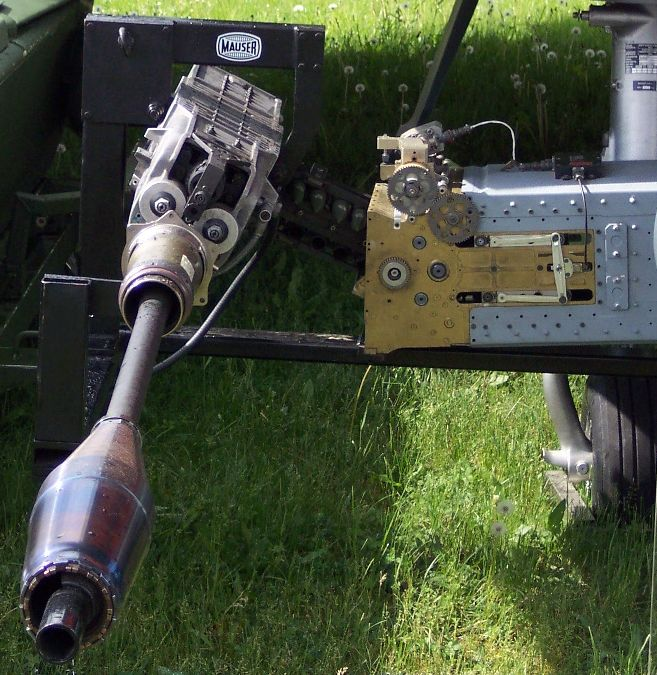
Canó automàtic Mauser BK-27.

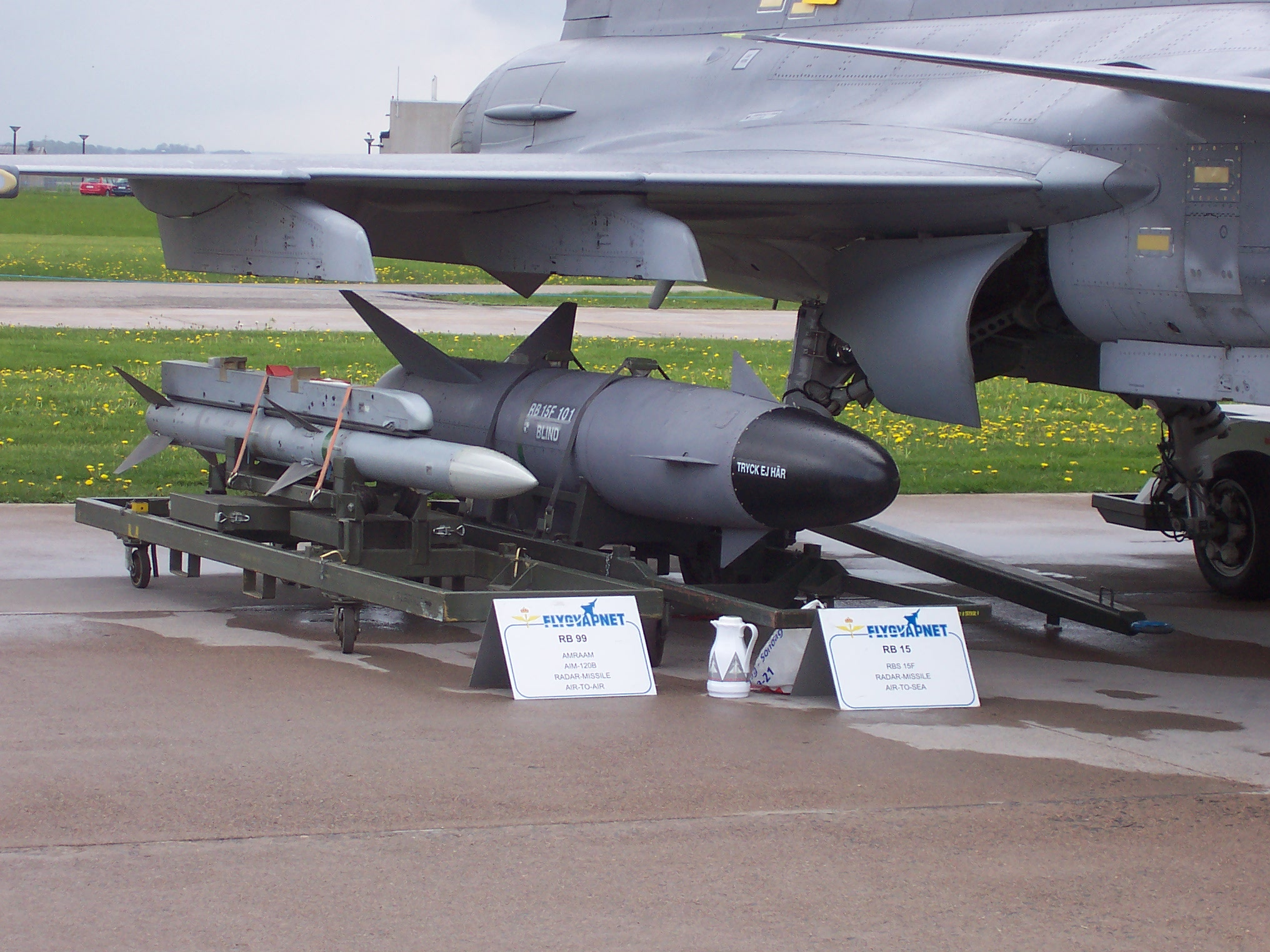
Un míssil RBS-15 sota l'ala d'un Gripen.

Referència dades: Gripen International (lloc oficial), Aeroflight, Robo tech research i Aerospaceweb.org
Característiques generals
- Tripulació: 1 (versions A/C), 2 (versions B/D)
- Longitud: 14,1 m (46,26 ft)
- Envergadura: 8,4 metres (27,56 ft) (versions A/C), 10,36 m (33,99 ft) (versions B/D)
- Altura: 4,5 m (14,76 ft)
- Superfície alar: 25,5 m² (274,49 ft²)
- Pes buit: 6.620 kg (14.590,48 lliures)
- Pes carregat: 8.720 kg
- Pes màxim a l'enlairament: 14.000 kg
- Planta motriu: 1× turboventilador Volvo Aero RM12UP (GE404)
  - empenyiment normal: 70 kN (15.400 lbf) d'empenyiment.
  - empenyiment amb postcremador: 130 kN (28.600 lbf) d'empenyiment.
- Capacitat de combustible: un màxim de 6.800 l
  - Intern: 3.000 l
  - Extern: 3.800 l
- Carrera d'enlairament: 800 m de llarg × 9 m d'ample
- Radar: Ericsson PS-05/A d'impuls Doppler.

Rendiment
- Velocitat màxima operativa (Vno): 2.525 km/h (1.569,04 MPH) (mach 2,31) a cotes altes
- Autonomia de combat: 1.260 km (782,93 milles)
- Abast en ferri: 3.940 km
- Sostre de servei: 18.500 m (60.695,54 ft)
- Grimpada: 150 m/s
- Càrrega alar: 341 kg/m²
  - empenyiment/pes: 0,94
- Acceleració màxima: Mach 0,5 a 1,1 a baixa altitud en 30 segons
- Temps de pujada: 100 s des de l'alliberament del fre a 10 km d'altitud i 180 s aprox. a 14 km
- Límits de forces G: +9/-3

Armament
- Armes de projectils: 1 canó automàtic Mauser BK-27 de calibre 27x145B mm
- Punts d'ancoratge: 8 amb una capacitat de 8.500 kg,
  - Bombes:
    - 4 × bombes guiades per làser GBU-10, 12, 16 Paveway II
    - 4 × bombes de dispersió Bombkapsel 90
    - 8 × bombes Mark 82, Mark 83
    - 4 × bombes Mark 84
    - 8 × bombes MBDA Brimstone
    - 8 × bombes GBU-39

  - Coets:
    - 4 × llançacohets M70 de 135 mm

  - Míssils:
    - 6 × míssils aire-aire AIM-9 Sidewinder o IRIS-T
    - 6 × míssils aire-aire AIM-120 AMRAAM, MBDA MICA
    - 4 × míssils aire-aire Skyflash, R-Darter o MBDA Meteor
    - 4 × míssils aire-superfície AGM-65 Maverick
    - 2 × míssils aire-superfície Taurus KEPD 350
    - 2 × míssils antibuq RBS-15F